# Rinascimento tedesco

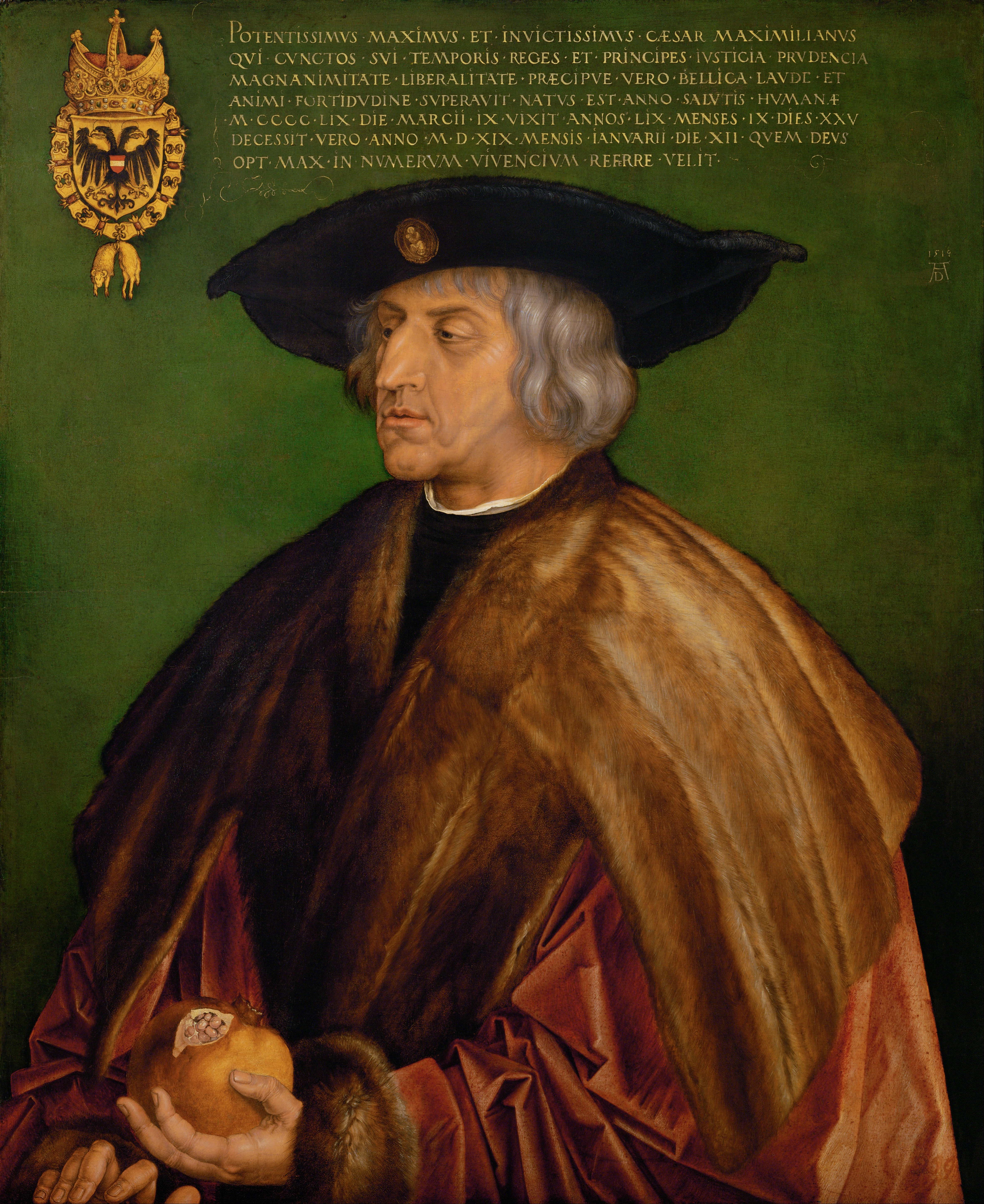
Albrecht Dürer, Ritratto dell'imperatore Massimiliano I (1519), Vienna, Kunsthistorisches Museum

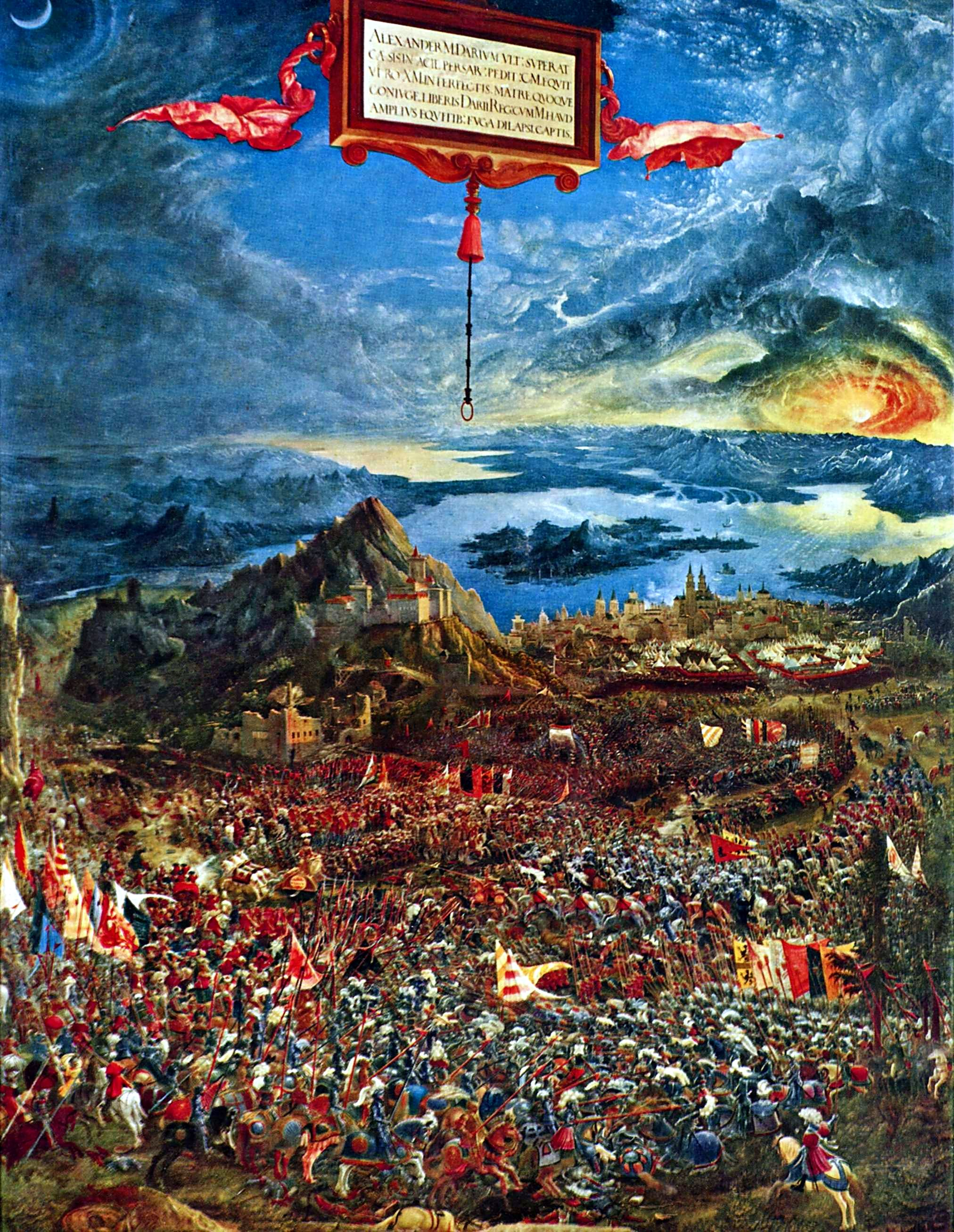
Albrecht Altdorfer, Battaglia di Alessandro e Dario a Isso (1529), Monaco, Alte Pinakothek

Il Rinascimento tedesco fu una delle declinazioni del Rinascimento. Stretti tra gli importanti poli culturali dell'Italia e le Fiandre, nel corso del XV secolo i paesi di lingua tedesca stentarono a sviluppare una scuola artistica in grado di gareggiare alla pari con le altre scuole europee, sia pure con le dovute eccezioni, soprattutto nell'arte dell'intaglio. Fu solo con alcune figure decisive, tra cui quella di spicco di Albrecht Dürer, che anche l'area tedesca, tra la fine del XV e l'inizio del XVI secolo, abbracciò in pieno le tematiche rinascimentali, arrivando a traguardi memorabili e a una duratura influenza nell'arte dei paesi vicini.
Fu Dürer stesso a coniare la traduzione del "Rinascimento" in "Wiedererwachung", a conferma come egli fosse pienamente cosciente dell'importanza di tale processo storico.
Con la Riforma protestante, in un primo tempo l'arte venne sfruttata anche per la propaganda religiosa; in un secondo momento le rappresentazioni figurate vennero viste come una cattiva consuetudine legata all'ostentazione del cattolicesimo romano e si diede il via a una vera e propria iconoclastia, culminata dopo il 1530. Scrisse a tale proposito Luigi I di Baviera nel 1842: «Dove sorgeva la Riforma, l'arte figurativa tramontava».

## Sviluppo storico e territoriale

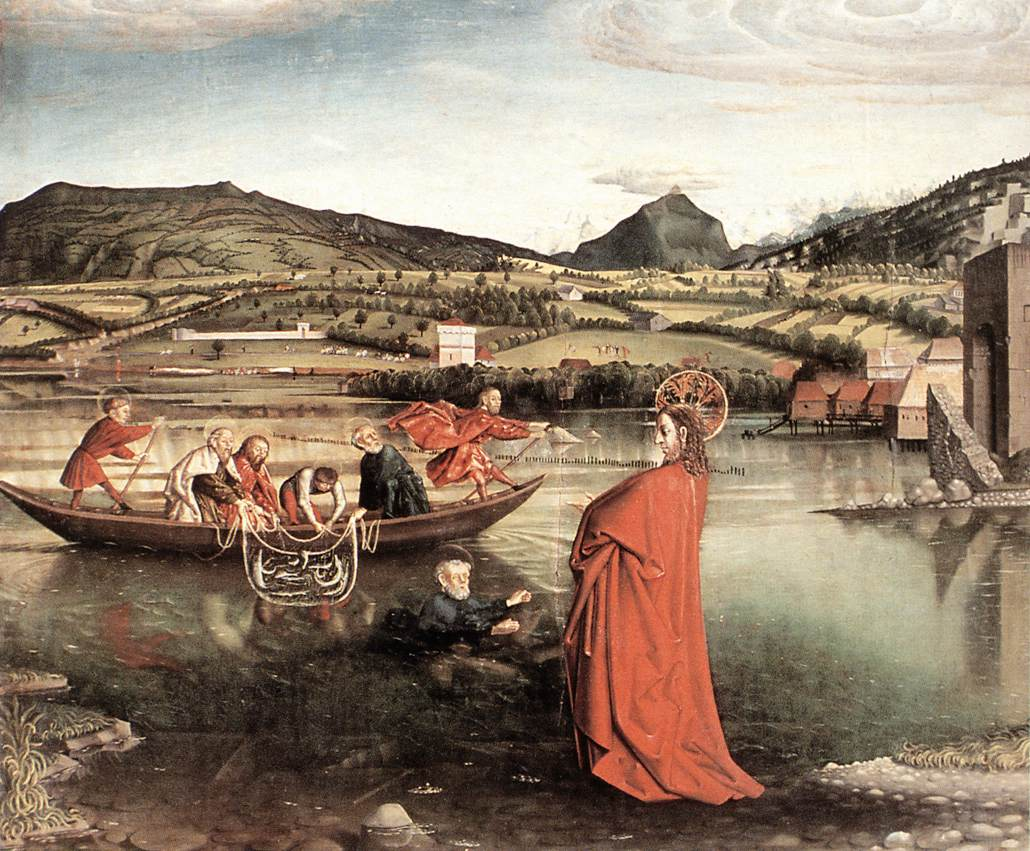
Konrad Witz, Chiamata di Pietro (1444)

La Germania si trovava alla soglie del XV secolo frammentata in parecchie decine di poteri locali, senza che l'autorità imperiale, di fatto, riuscisse a imporre il suo potere unitariamente, come avveniva in Francia o in Inghilterra. I vasti territori di lingua tedesca erano frammentati in principati praticamente autonomi, taluni vasti, taluni minuscoli, retti ora da un signore, ora da un vescovo, ai quali si aggiungevano poi le città "libere" imperiali, dotate di particolari statuti che le investivano di importanti privilegi commerciali e di un'ampia autonomia amministrativa. Tra queste ultime spiccavano le città della Lega Anseatica.

### Il retaggio gotico
Per tutto il XV secolo l'area tedesca fu dominata dall'influenza del mondo gotico, riuscendo a sviluppare alcune caratteristiche proprie molto stimate anche all'estero. Tra le zone artisticamente più attive, che spesso coincidevano con quelle dall'economia più florida, spiccavano le città anseatiche (con artisti come Bernard von Minden, il Maestro Francke), Colonia (patria dello "stile tenero" di Konrad von Soest o Stephan Lochner), Basilea (con lo stile severo e monumentale di Konrad Witz), l'Alsazia (Martin Schongauer e Nikolaus Gerhaert von Leyden).

### Apertura all'umanesimo

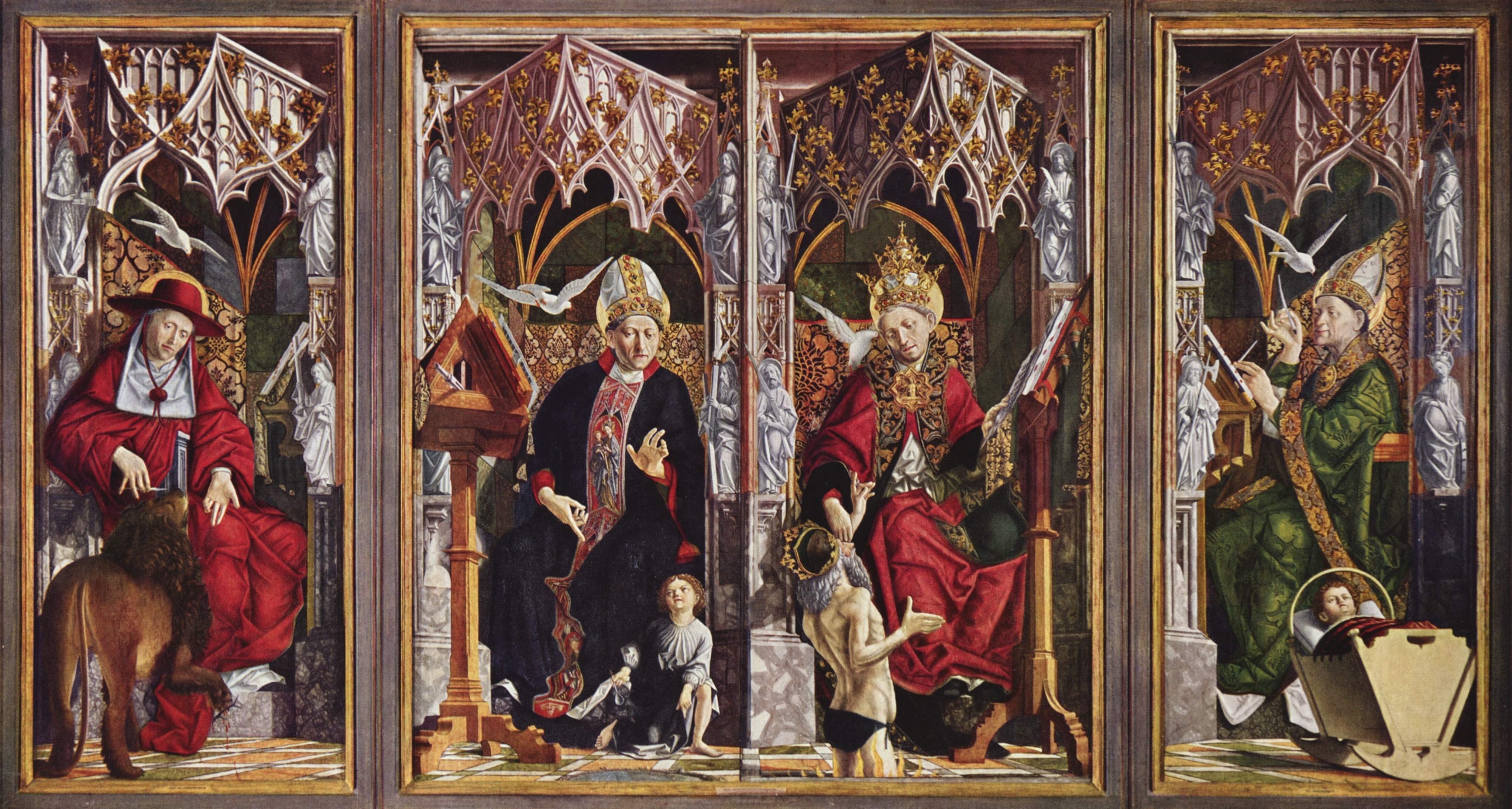
Michael Pacher, Altare dei quattro Padri della Chiesa (1483 circa)

« Gli artisti tedeschi passano in secondo piano, quelli italiani, solitamente avidi di fama, ti rendono la mano, i francesi ti salutano come maestro. »
(Christoph Scheurl, 1509)
Il primo artista tedesco di rilievo che entrò in contatto con l'umanesimo italiano fu, per l'area alpina, Michael Pacher, pittore e scultore che aveva lavorato nella bottega di Francesco Squarcione a Padova (la stessa da cui uscì Mantegna), arrivando a padroneggiare uno stile in cui la ricchezza dell'ornato tipicamente gotico è inserita in spazi organizzati prospetticamente. La sua commistione tra razionalità anatomica e spaziale italiana e gli intensi valori espressivi nordici diede come frutto uno stile atipico, tra i più singolari nell'arte europea del secondo Quattrocento.
In quegli anni l'arte tedesca elaborò alcuni modelli devozionali che ebbero poi una vasta diffusione. Tra questi la Bella Madonna, derivata da prototipi francesi ma di una più intensa, sorridente dolcezza, il Palmesel, cioè il Cristo sull'asino destinato a essere portato in processione durante la Domenica delle palme, le Crocifissioni caricate di accenti patetici, la Vesperbild, ovvero la Pietà con la Madonna che tiene il Cristo morto sulle ginocchia.
Tra le figure chiave di questa stagione ci sono artisti come Hans Multscher, pittore e soprattutto scultore che lavorò in tutta la Germania meridionale fino al Tirolo e le Alpi, e Hans Memling, tedesco di nascita ma destinato a diventare una stella di prima grandezza della pittura fiamminga.

### Altari scolpiti e dipinti

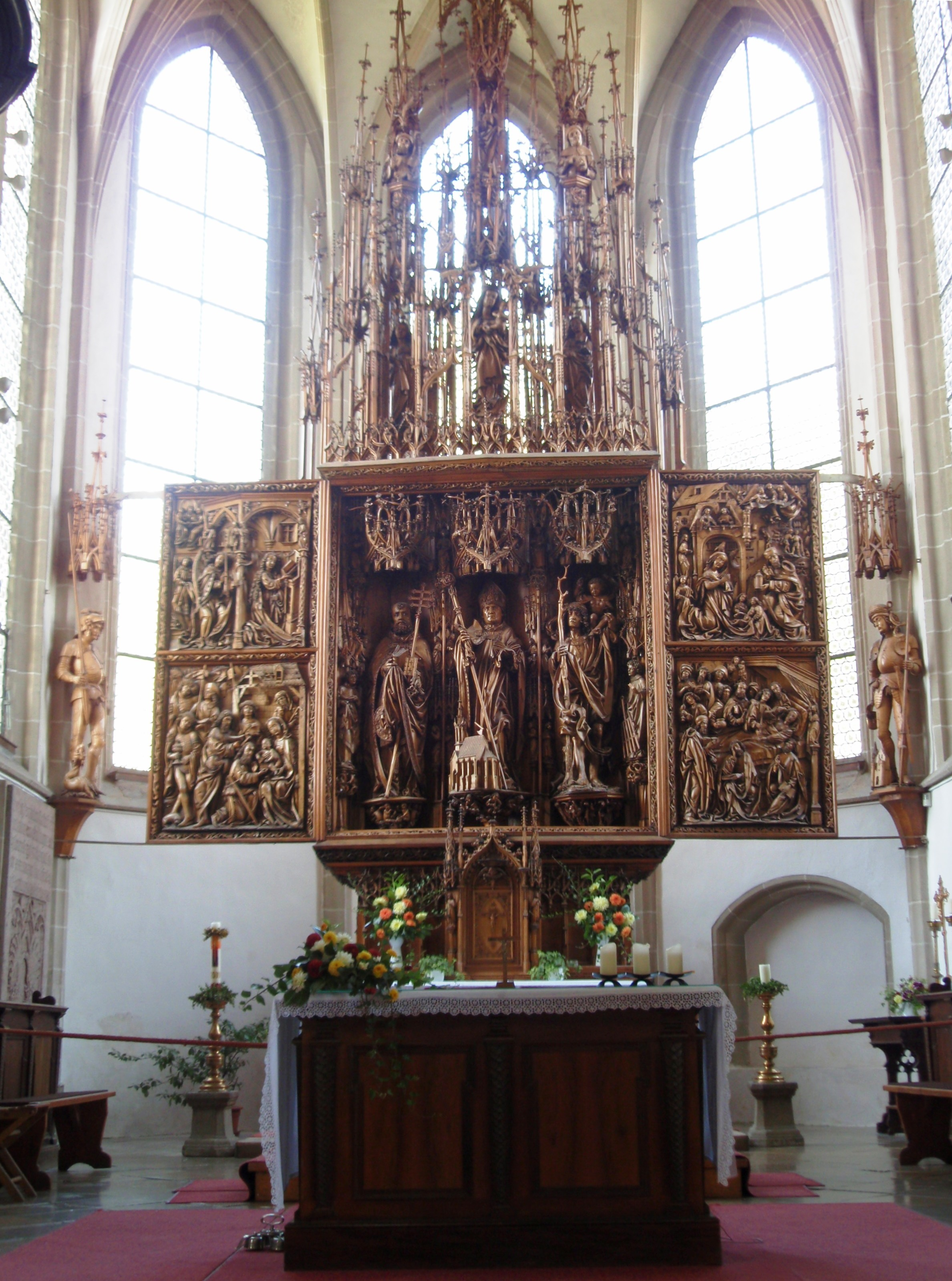
Martin Kriechbaum (attr.), Flügelaltar (1491), parrocchiale di Kefermarkt (Austria)

Tra le produzioni di maggior importanza spiccavano gli altari lignei a sportelli, complicate combinazioni di pittura, scultura e carpenteria architettonica, in cui si possono leggere i segni del graduale passaggio dal gotico a un timido Rinascimento, fino alle soglie delle trasformazioni più radicali seguenti la Riforma. Il legno, soprattutto di tiglio, si affermò presto come materiale di facile reperimento per la produzione artistica religiosa, con uno sviluppo soprattutto a partire dagli anni 1470 nella Germania centromeridionale. Oltre agli altari venivano prodotte altre parti dell'arredo ecclesiastico, quali pulpiti, tabernacoli, portali, tombe scolpite e stalli da coro.
Gli altari in particolare erano composti da una cassa, quasi sempre scolpita, e una coppia o più di ante mobili, che grazie alle cerniere montate permettevano di aprire e chiudere la pala, mostrandone parti diverse, a seconda della celebrazione liturgica da festeggiare. Le ante erano spesso dipinte oppure scolpite a bassorilievo o comunque con figure a sporgenza minore rispetto alla cassa centrale. Altri elementi di complemento erano di solito una predella alla base e un coronamento di cuspidi. Tutti questi elementi, dipinti, scolpiti, policromati e dorati, erano solitamente eseguiti all'interno delle medesime botteghe, specializzate in queste produzioni che richiedevano l'uso di più tecniche. Tra i maestri più noti in questa attività ci furono Michael e Gregor Erhart, Tilman Riemenschneider, Veit StossNonostante le numerose perdite dovute all'iconoclastia protestante, guerre, cambiamenti di gusto, il numero di altari scolpiti e dipinti conservato in Germania è ancora impressionante. Un altissimo numero di chiese e musei sparsi per tutto il territorio di area tedesca offre ancora un panorama incredibile della produzione di altari con straordinari casi di chiese che ne detengono intere collezioni 

Allo splendore di ori e colori della produzione tradizionale, verso la metà del XV secolo Jörg Syrlin sostituì, nel coro del Duomo di Ulma, i colori naturali dei materiali e le venature del legno.

### Umanesimo nordico

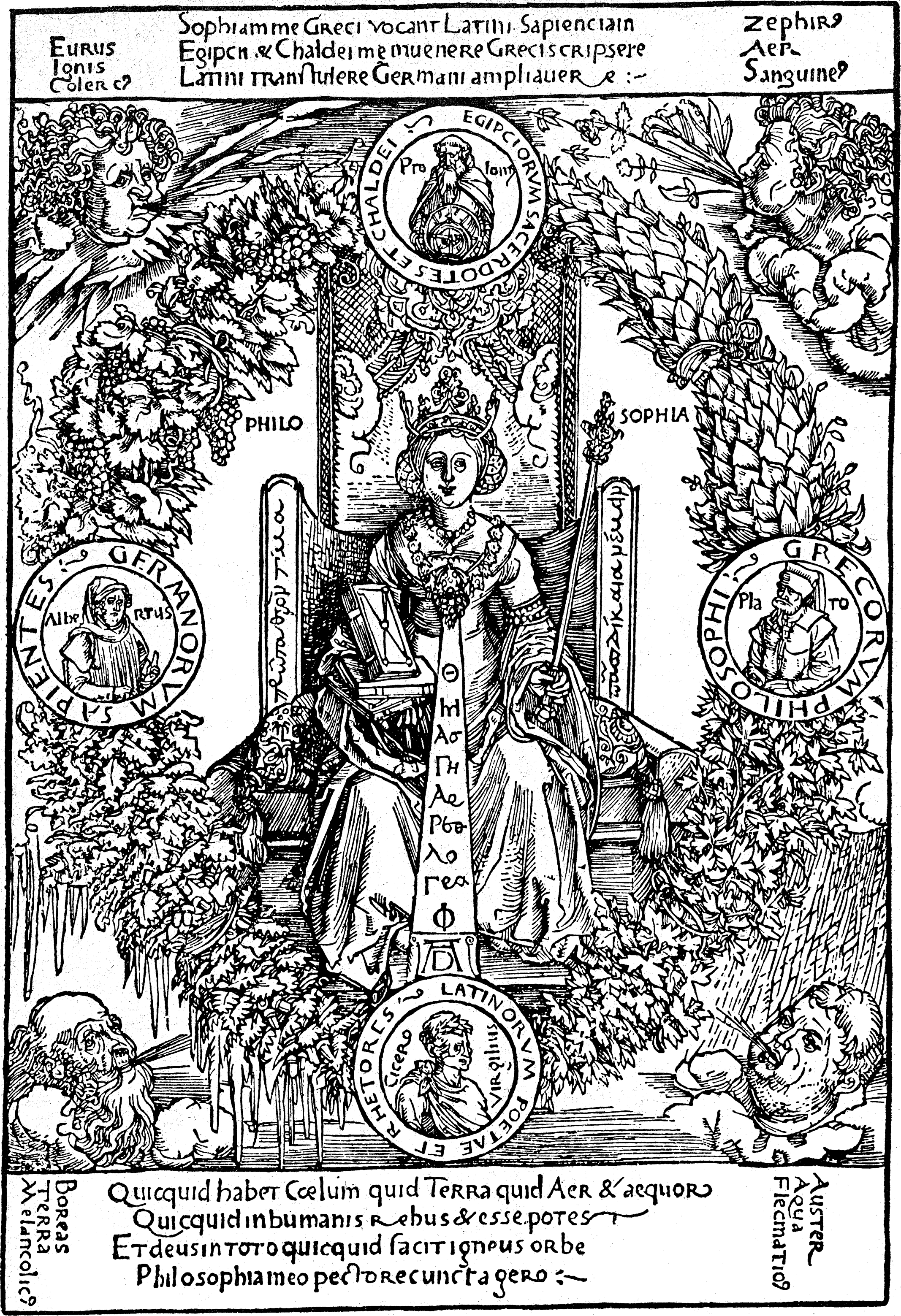
Albrecht Dürer, Allegoria della Filosofia (1502)

L'invenzione della stampa a caratteri mobili a Magonza, dal tedesco Johann Gutenberg nel 1455, fu una vera e propria rivoluzione culturale che, nel giro di qualche decina d'anni, portò a una straordinaria diffusione del libro, più economico e veloce da realizzare, con conseguenze nell'alfabetizzazione, nell'istruzione e nella diffusione della cultura in tutta Europa.
Alla fine del XV secolo l'accesso a una cultura umanistica non era ormai più riservato a pochi centri d'avanguardia, ma si diffondeva lungo le vie commerciali in lungo e largo per il continente. L'area nordica in generale fu terra di vivace fermento, con moltiplicati contatti con l'umanesimo italiano. Se da una parte si diffondeva la cultura classica, dall'altro si facevano sempre più impellenti i richiami a una religiosità più intensa e diretta, in opposizione sempre più aperta agli scandali della Curia romana. Protagonista di questa stagione fu Erasmo da Rotterdam, ma anche Konrad Celtis, Johann Reuchlin, gli intellettuali dell'Università di Vienna, e i vari committenti acculturati, quali i principi elettori, i duchi, i cardinali, i finanzieri e gli intellettuali.
Se da un lato iniziava il declino dell'Hansa, dall'altro prosperavano moltissimi centri dall'Alsazia al Reno, fino alla ricca e colta Basilea.

### La corte di Massimiliano I
Legato all'Italia anche per vincoli matrimoniali, colto e imbevuto di umanesimo, Massimiliano I d'Asburgo cercò di dare un nuovo aspetto, aulico e classicheggiante, al suo impero radicato soprattutto nella zona alpina, dalla Svizzera a Trieste. Nel 1501 affiancò all'Università di Vienna, allora ancora dominata dalla scolastica, il collegium poetarum et mathematicorum d'impronta umanistica, invitandovi come docenti numerosi intellettuali e umanisti italiani.
Massimiliano stabilì la sua corte nella piccola ma elegante Innsbruck, al centro del Tirolo, dove diede avvio a importanti imprese artistiche, come una serie di incisioni celebrative e la realizzazione di un corteo di statue bronzee colossali da destinare al suo sepolcro. A lui si presentarono i più grandi ingegni del suo tempo, da Dürer ad Altdorfer, da Cranach il Vecchio a Burgkmair, fino allo scultore Peter Vischer il Vecchio, il poeta Conrad Celtis, il geografo Georg Peutinger, l'astronomo Erhard Etzlaub e l'umanista Willibald Pirckheimer. Se alla sua corte l'architettura restava legata all'arte gotica, in pittura si sviluppò la cosiddetta scuola danubiana, impostata a una maggiore predominanza del paesaggio sulle figure, che ebbe forti echi internazionali.
Con la morte dell'imperatore nel 1519 il passaggio del potere a suo nipote Carlo V segnò un brusco spostamento dell'asse dell'impero, con un rapido declino della corte tirolese, dove però si continuò a lavorare al mausoleo di Massimiliano per decenni.
A Innsbruck si ebbe comunque una rinascita artistica dopo il 1564, quando l'arciduca Ferdinando II d'Asburgo ereditò il titolo di conte del Tirolo, trasferendovisi. A lui spetta il rinnovo del castello di Ambras, dove posizionò le sue raccolte, tra cui anche una celebre Wunderkammer, una delle più ricche e integre d'Europa.

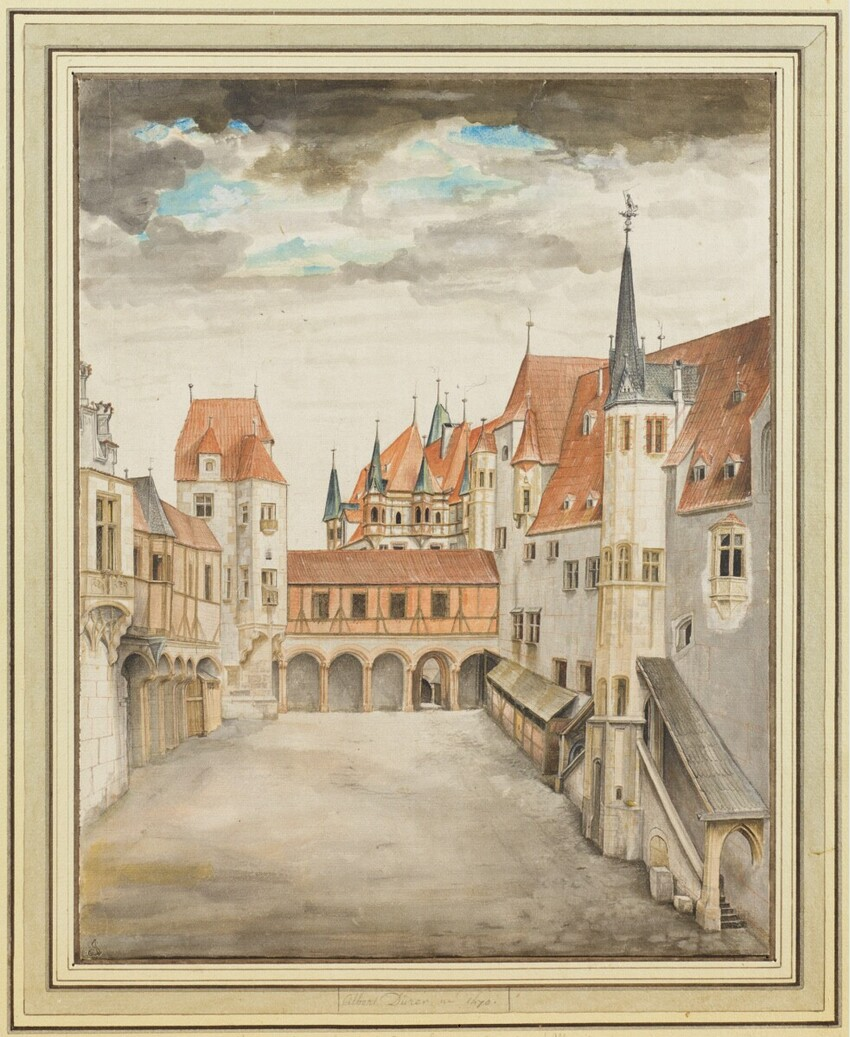
Dürer, Cortile del Castello di Innsbruck (1495), Vienna, Albertina
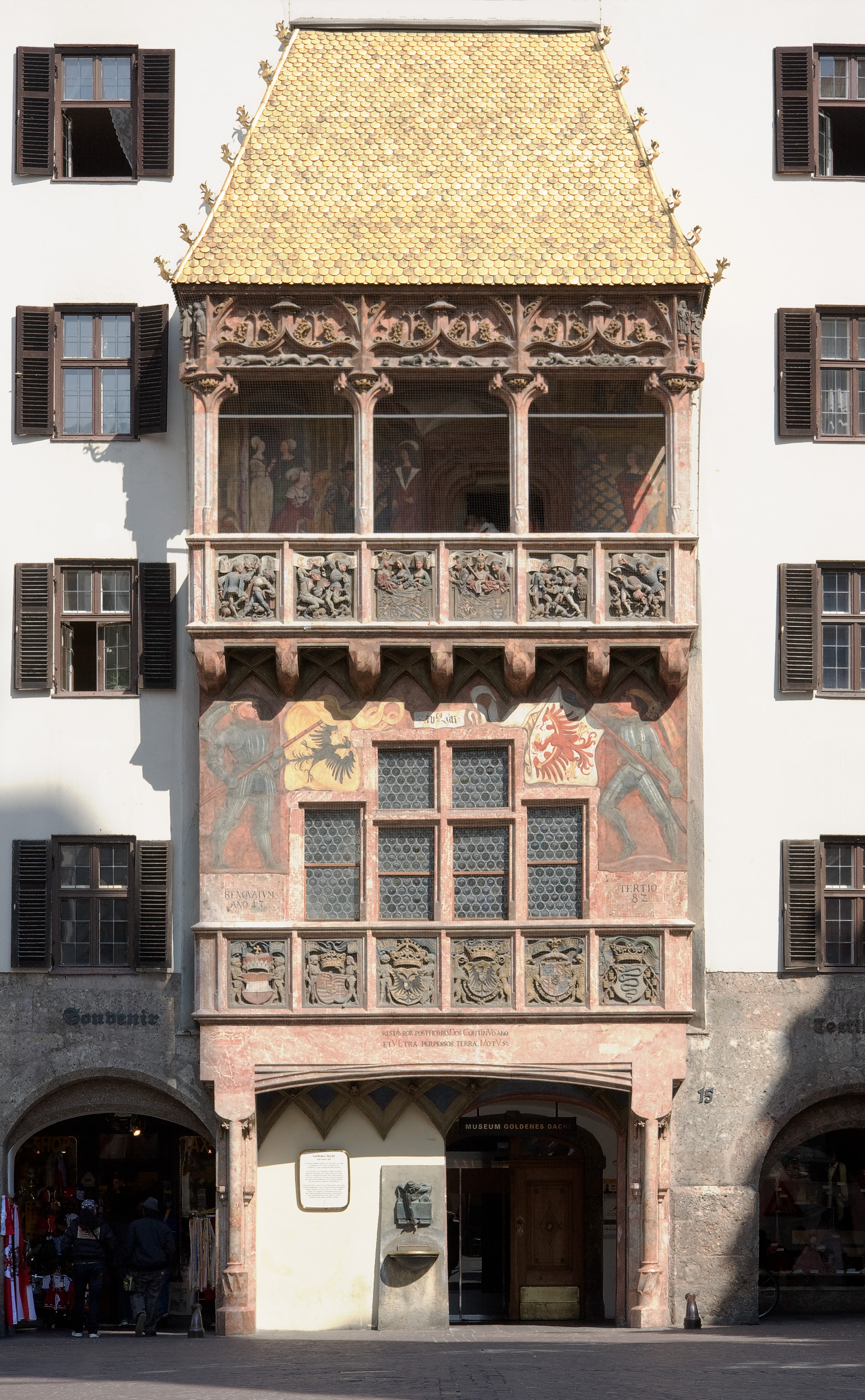
Il Goldenes Dachl di Innsbruck (1507)
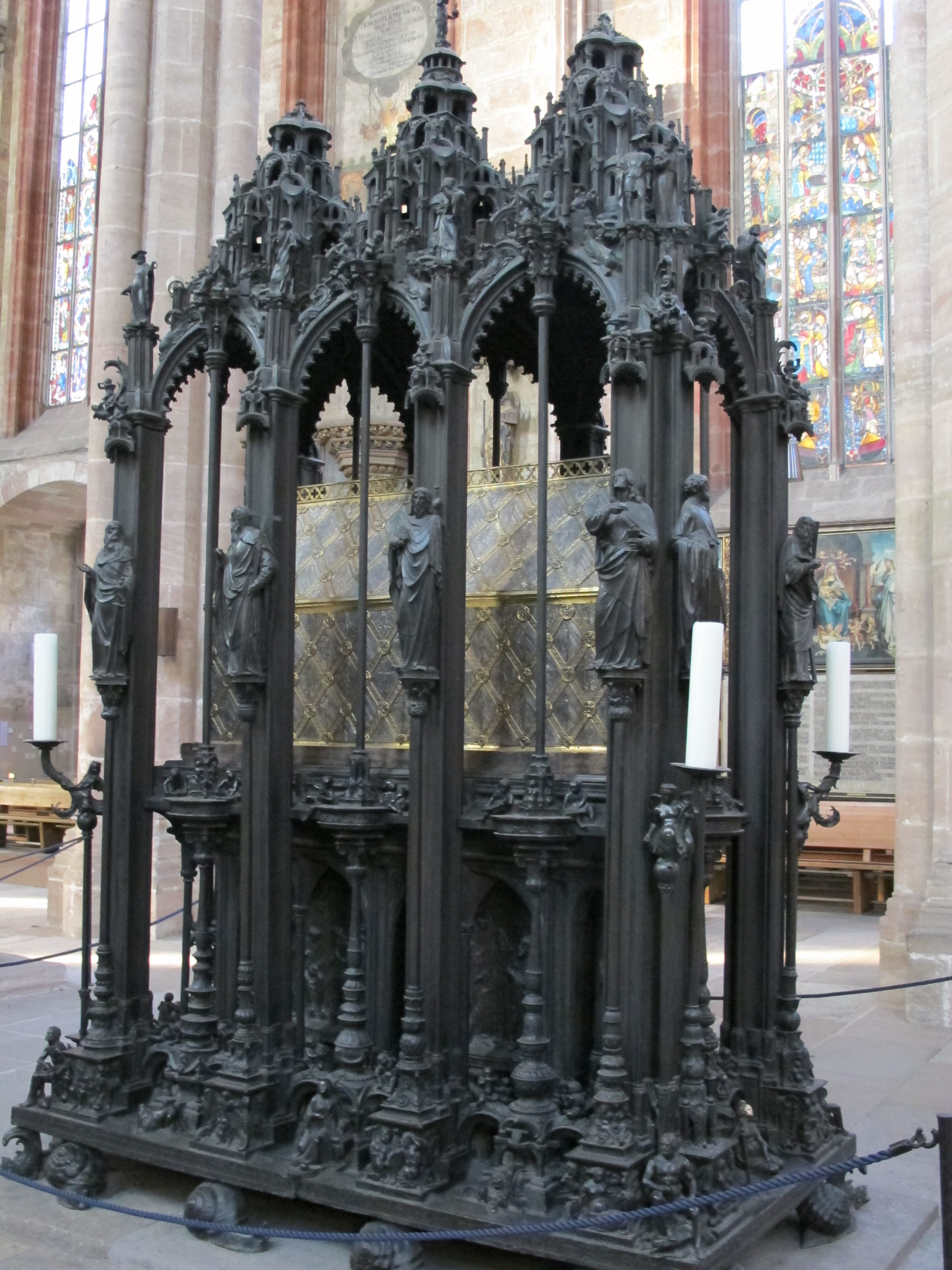
Peter Vischer il Vecchio, Tomba di San Sebaldo, Chiesa di San Sebaldo a Norimberga (1508-19)
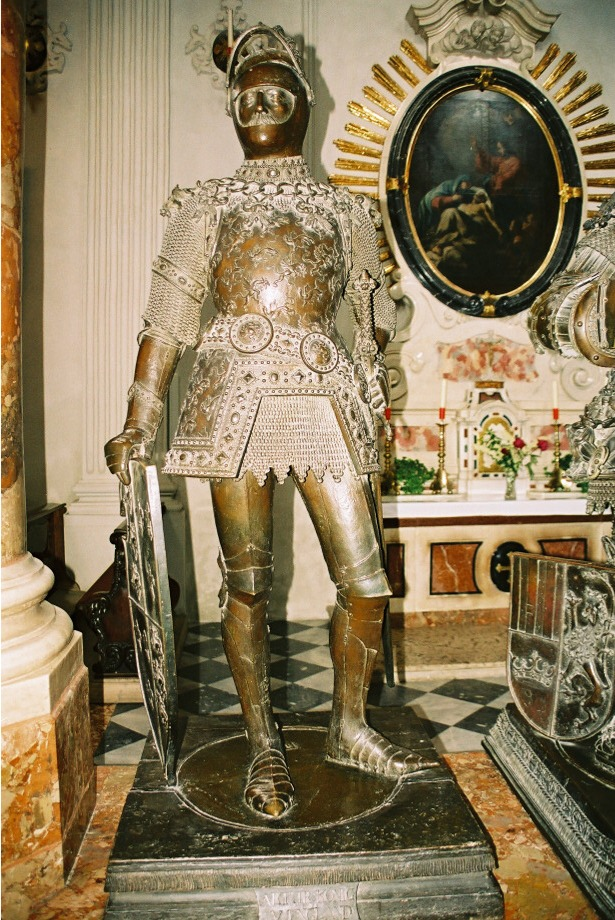
Peter Vischer il Vecchio, Re Artù (1512-1513), statua dal cenotafio di Massimiliano I, Innsbruck, Hofkirche
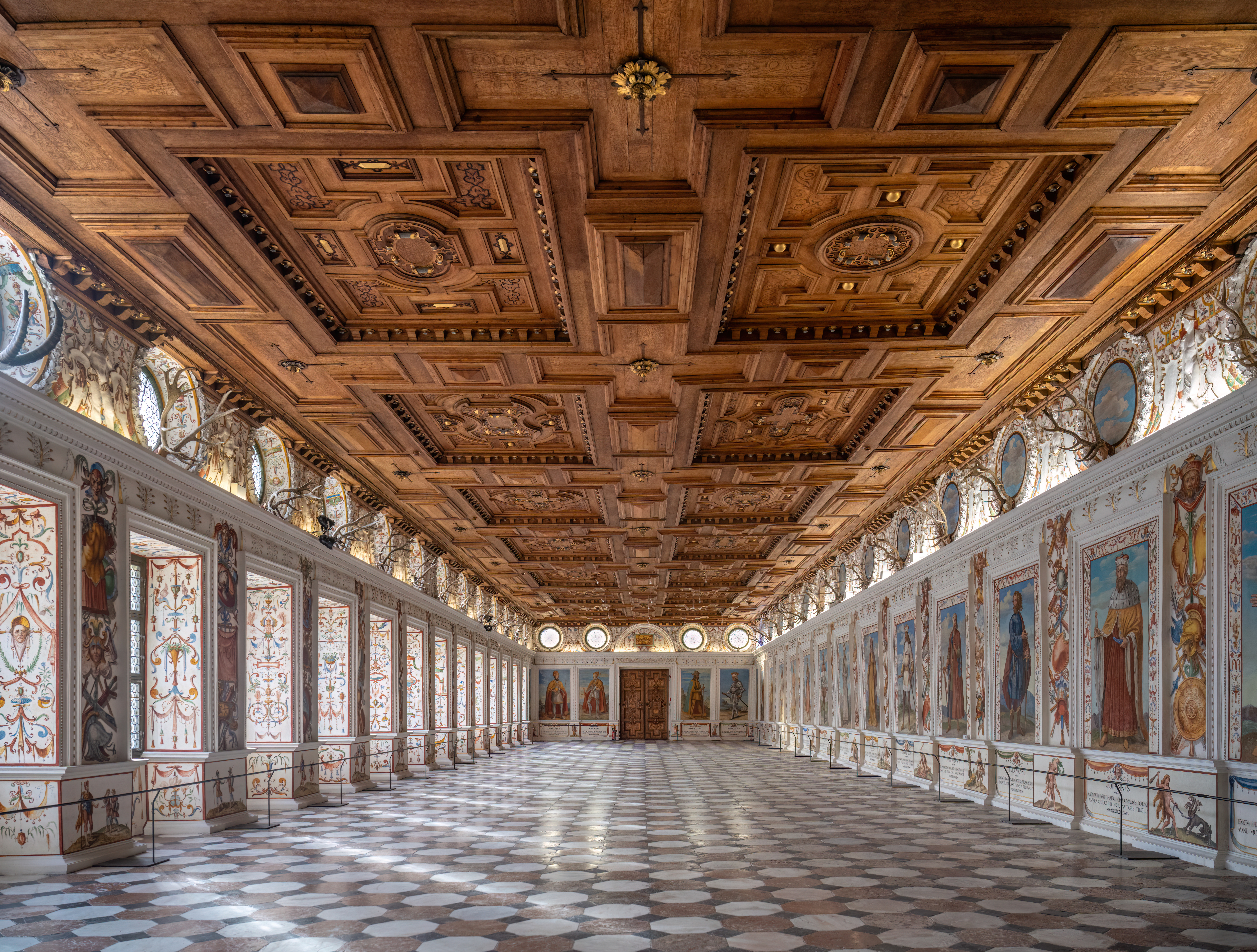
Il Salone Spagnolo nel castello di Ambras

### L'arte dell'incisione

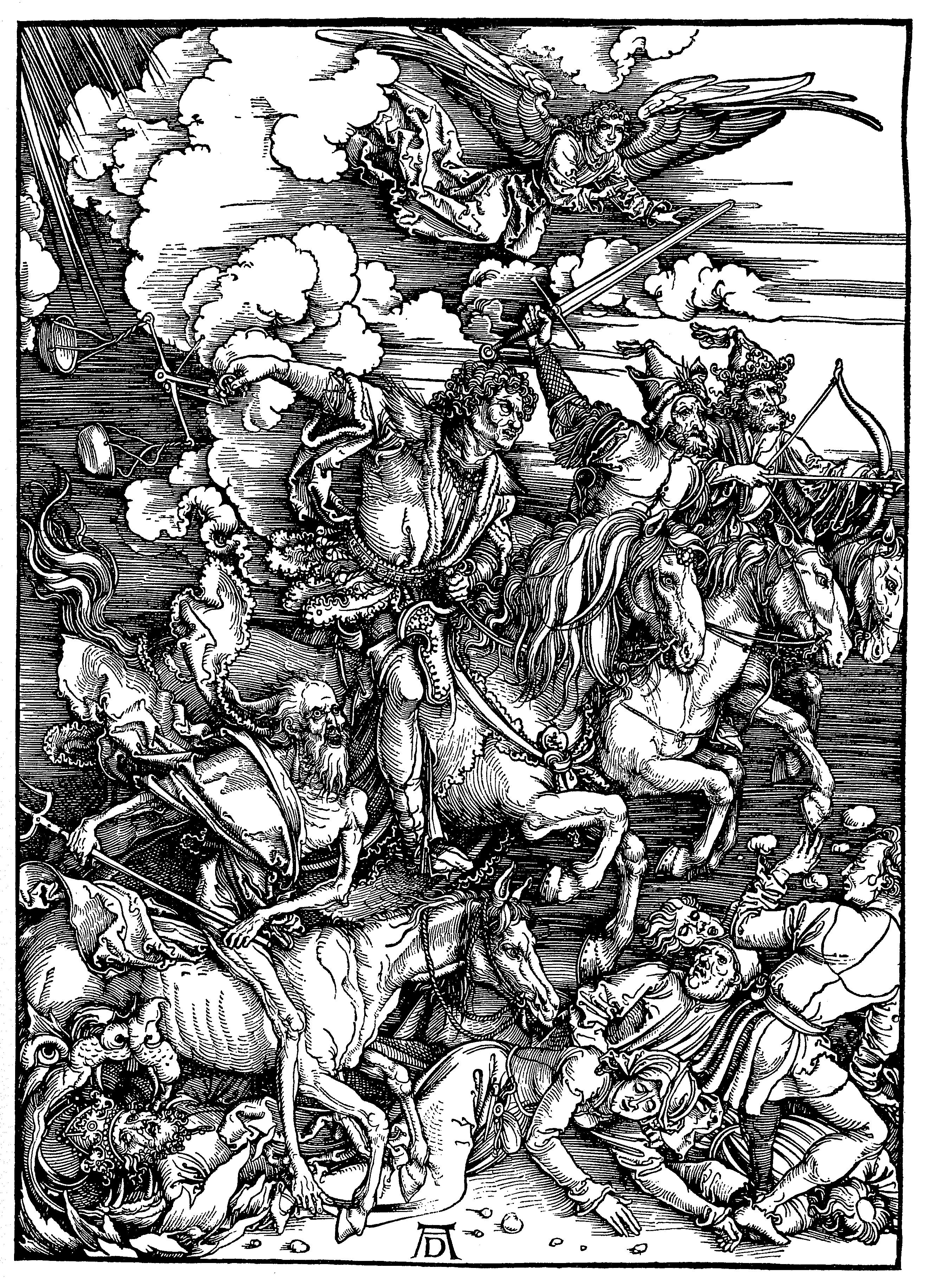
Albrecth Dürer, I quattro cavalieri dell'Apocalisse (1496-1498 circa)

Durante tutto il Cinquecento, l'arte dell'incisione si diffuse rapidamente, affermandosi presto come il più efficace e rapido mezzo per la diffusione di idee figurative. Uno dei primi grandi maestri incisori, divenuto celebre in tutta Europa, fu Martin Schongauer, di base a Colmar, seguito presto dall'altissimo culmine espressivo delle stampe di Albrecht Dürer, originario di Norimberga.
La facile ed economica diffusione delle incisioni, spesso allegate alle opere a stampa a titolo di illustrazioni (facendo rapidamente eclissare l'arte della miniatura), offre ad artisti e semplici appassionati un nuovo, potenzialmente enorme, serbatoio di temi iconografici da cui attingere. Accanto alle novità infatti si diffondono presto anche le riproduzioni di grandi opere d'arte del passato, prima antiche e poi anche moderne, che permettono un'inedita e rapida diffusione delle novità artistiche.
Se nel XV secolo l'incisione era stata praticata soprattutto dai pittori, nel corso del XVI secolo si andò delineando la figura dell'incisore professionista, dedito all'espressione esclusivamente tramite la stampa.

### Sassonia
La corte dell'elettore di Sassonia Federico il Saggio a Wittenberg fu un importante circolo culturale. Visitando Norimberga nel 1496 rimase colpito dal talento del giovane Albrecht Dürer, al quale commissionò tre opere, diventando il suo primo, importante committente: un ritratto, eseguito rapidamente con la veloce tecnica della tempera, e due polittici per arredare la chiesa che andava costruendo nel castello di Wittenberg, sua residenza: l'Altare di Dresda e il Polittico dei Sette Dolori. Artista e committente avviarono un durevole rapporto che si mantenne negli anni, anche se Federico spesso preferiva a Dürer il coetaneo Lucas Cranach, che divenne pittore di corte e ricevette anche un titolo nobiliare.

### Gli anni d'oro di Norimberga

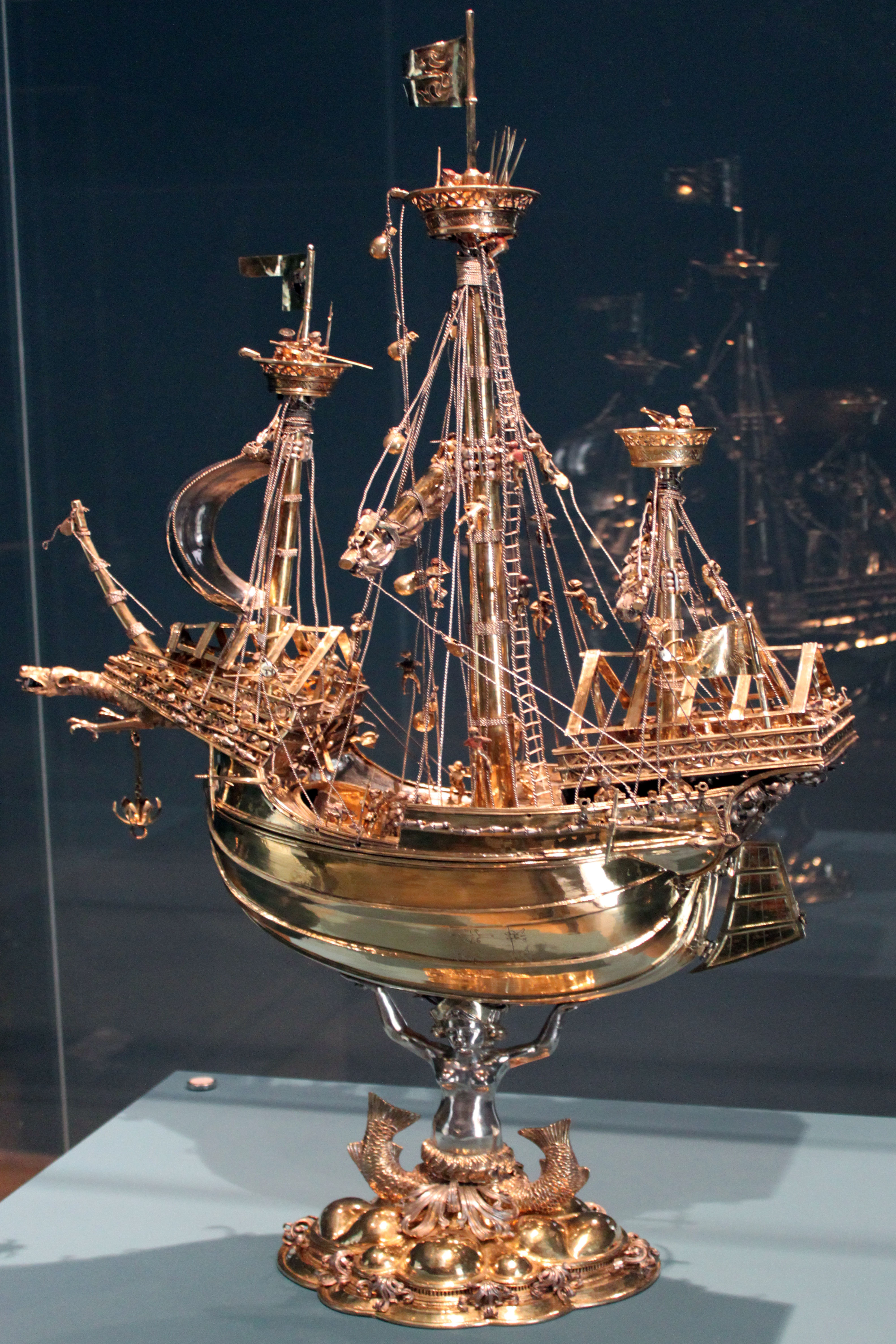
Oreficeria norimberghese, la Nave di Schlussenfelder (1503), Germanisches Nationalmuseum

Norimberga, capoluogo della Franconia, grazie alla fiorente lavorazione dei metalli preziosi e ai privilegi commerciali, divenne, con Colonia e Augusta, una delle più ricche e popolose città tedesche, con un cospicuo ceto di mercanti colti e benestanti, che promossero un'intensa vita culturale e artistica. Precoce e abbondante fu la presenza di tipografie, con una fiorente produzione di libri illustrati a stampa in più lingue, che aveva rivali solo nella città di Basilea.
Le biblioteche patrizie della città vantavano centinaia di volumi, spesso legati agli studi umanistici. Alla fine del Quattrocento la città si presentava come una delle più cosmopolite d'Europa, nelle cui strade si incontrano letterati, matematici, geografi, teologi, artisti e mercanti, grazie a una rete commerciale che andava da Cracovia a Lisbona, da Venezia a Lione.
Mentre in tutta Europa spopolavano gli orologi, gli automi, gli strumenti musicali e le apparecchiature per la navigazione e l'astronomia prodotti a Norimberga, nei cantieri architettonici cittadini, improntati a canoni gotici, spiccavano le costruzioni delle chiese di San Lorenzo (dove lavorarono il vetraio Peter Hemmel e gli scultori Adam Kraft e Veit Stoss) e di San Sebaldo (dove lavorò l'orafo-scultore Peter Vischer e lo stesso Stoss).
Proprio in questo clima effervescente si formò il giovane Albrecht Dürer.

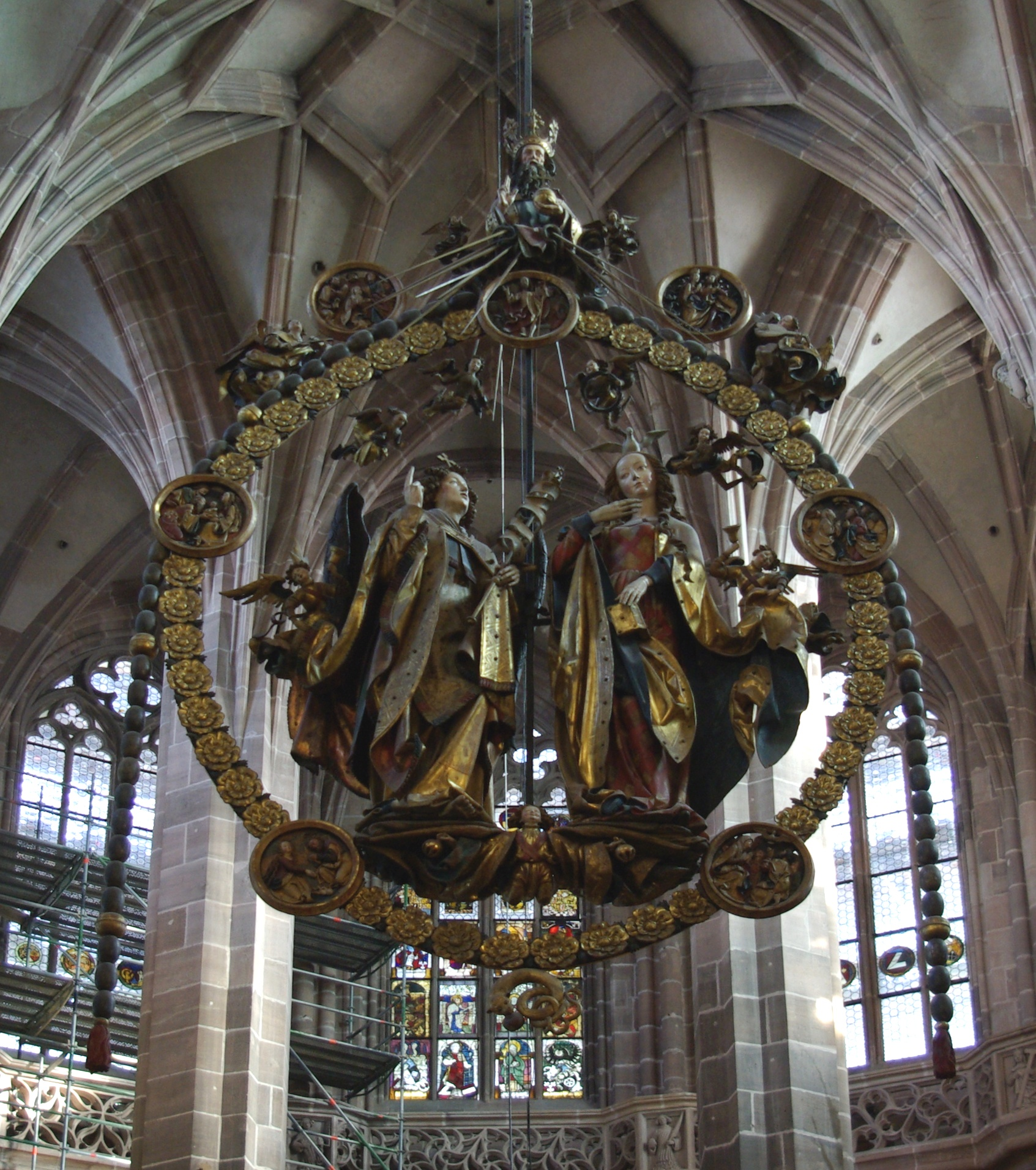
Veit Stoss, Saluto dell'angelo (1517-1519), Norimberga, chiesa di San Lorenzo
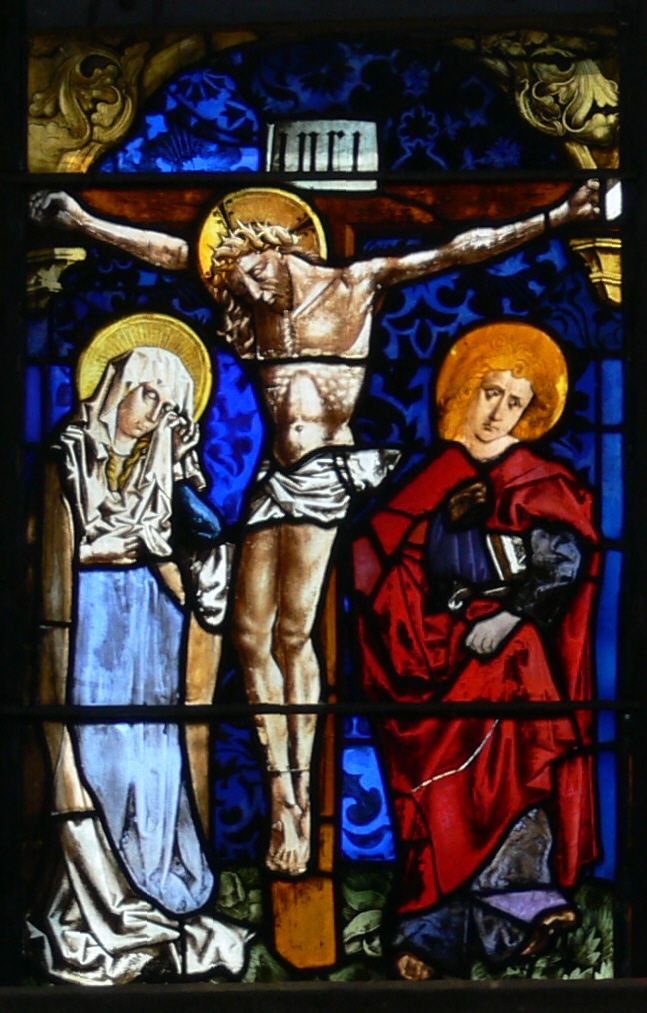
Peter Hemmel von Andlau, Crocifissione (1477–1478), Ravensburg, Liebfrauenkirche
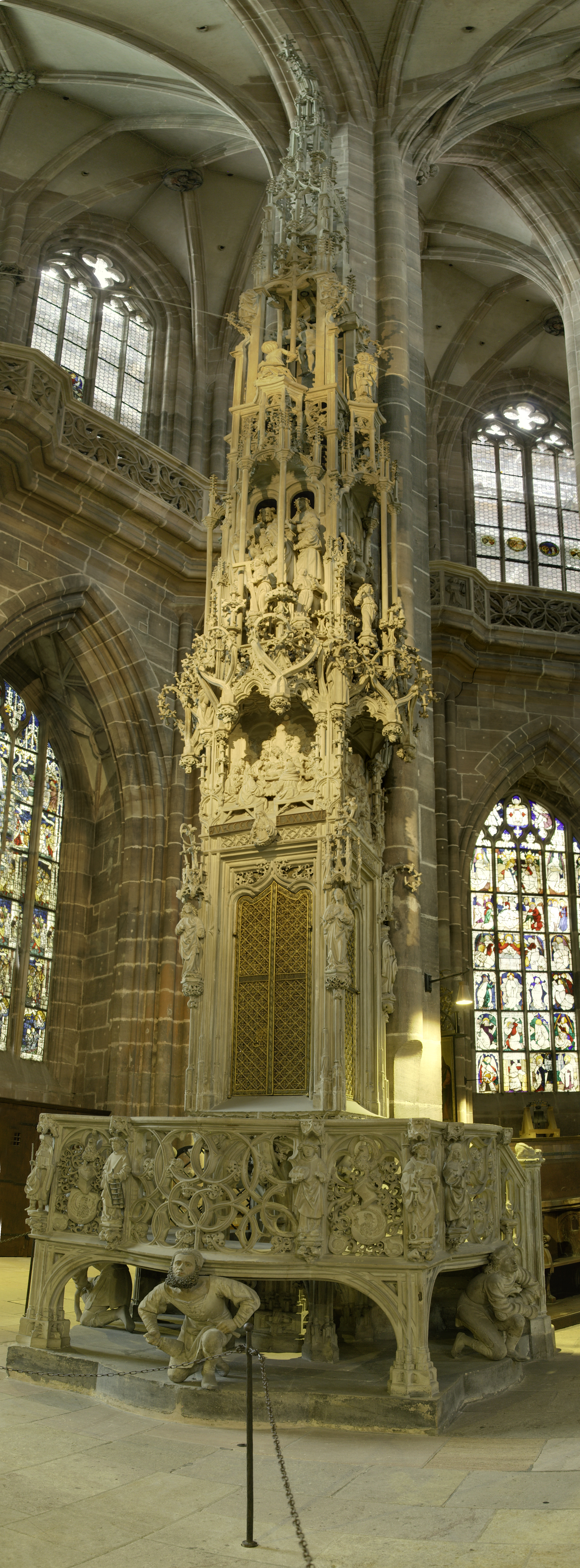
Adam Kraft, tabernacolo della chiesa di San Lorenzo di Norimberga
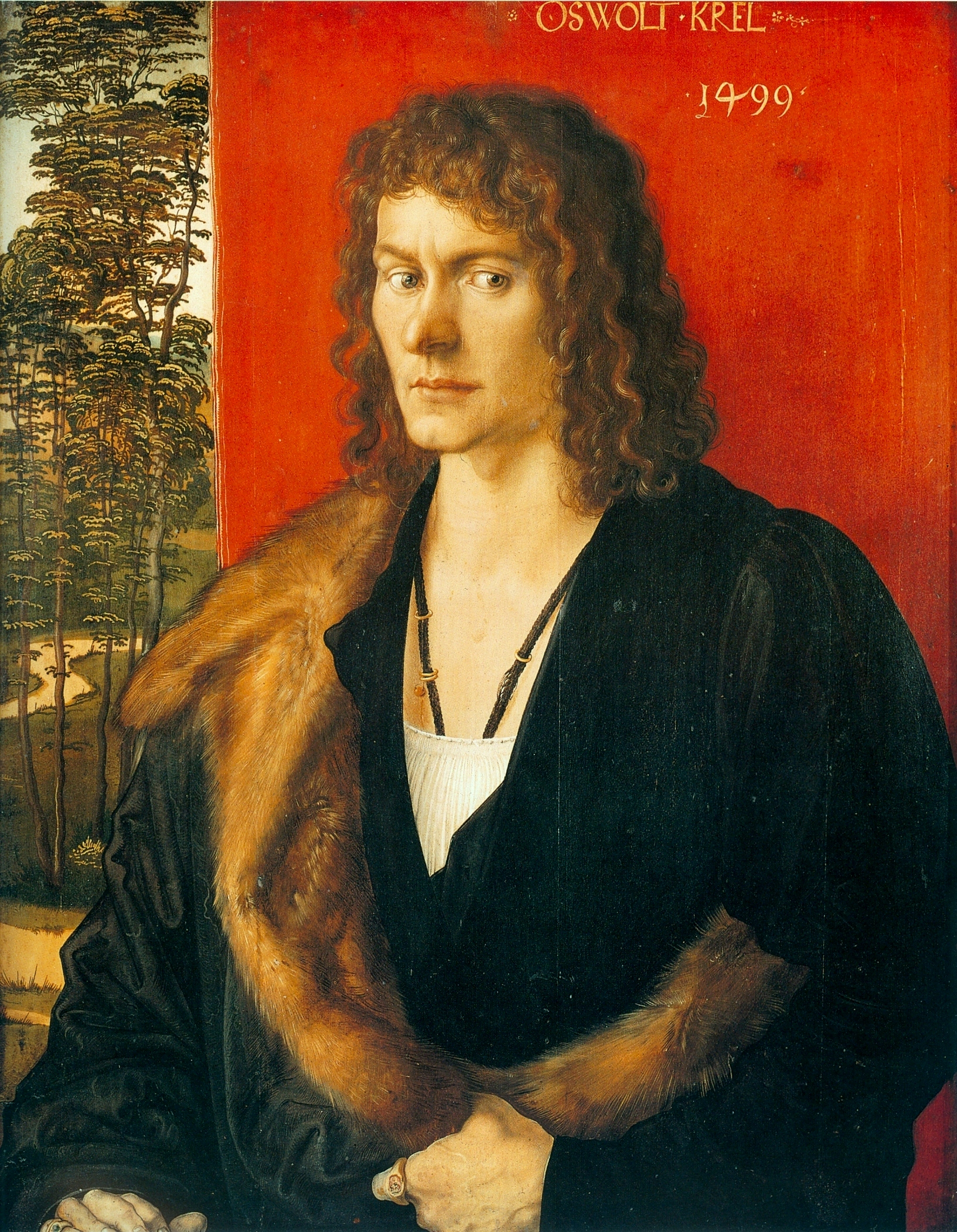
Dürer, Ritratto di Oswolt Krel (1499), Monaco di Baviera, Alte Pinakothek

### Dürer in Italia

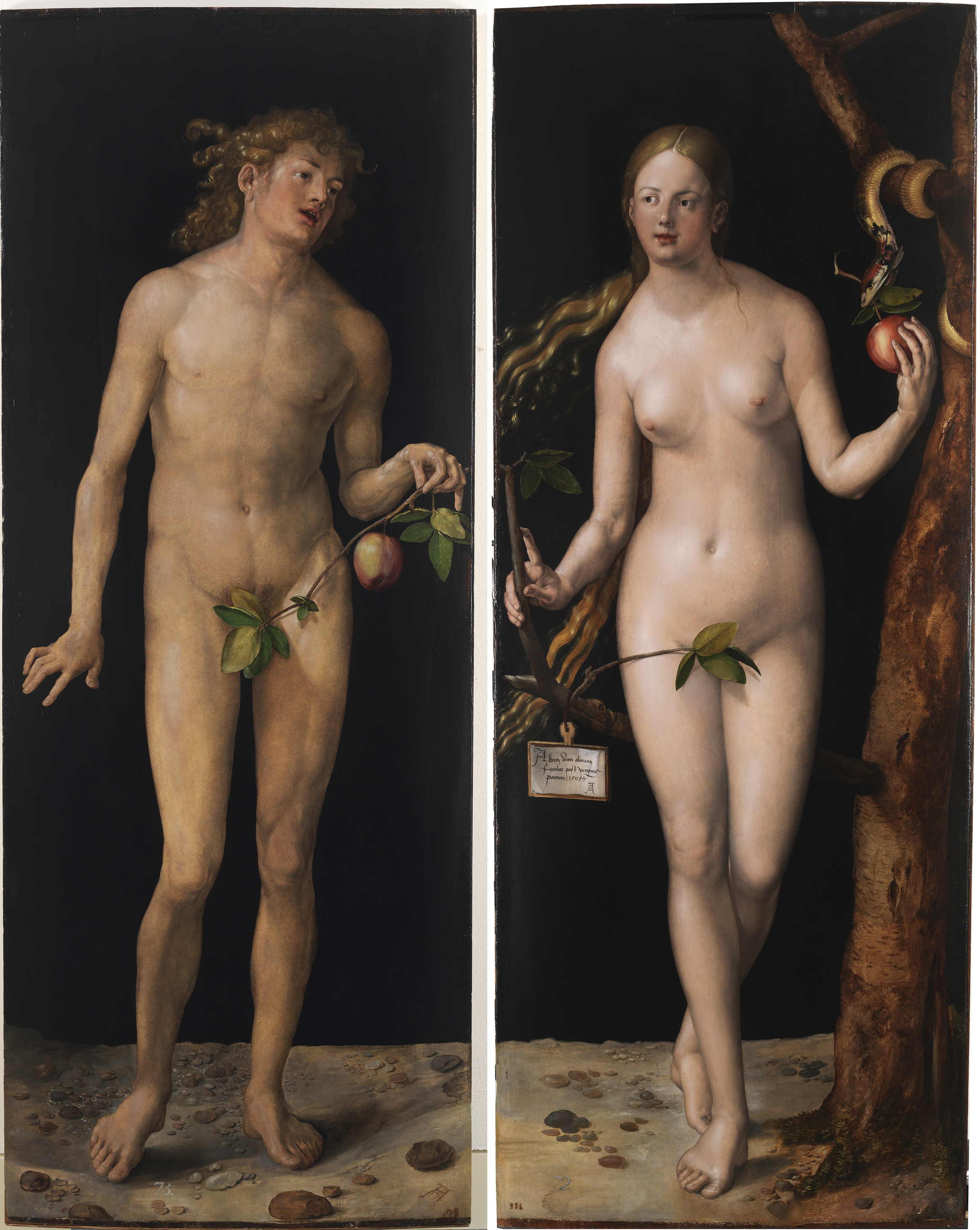
Dürer, Adamo ed Eva (1507)

Nell'autunno del 1494, poco dopo essersi sposato, il ventitreenne Albrecht Dürer, affermato pittore e incisore in patria, partì per l'Italia, in un viaggio di studio che durò fino al 1495 toccando Padova, Mantova e, soprattutto Venezia. Autore di una serie di straordinari acquarelli sul paesaggio alpino durante il viaggio, giunto a destinazione visitò le università, i luoghi legati all'umanesimo, gli atelier di celebri artisti locali, nei quali fu colpito dall'alto status sociale di cui godevano gli artefici in Italia.
Interessatosi alla rappresentazione spaziale prospettica e alla ricerca delle proporzioni anatomiche ideali del corpo umano, Dürer tornò a Norimberga carico di nuovi interessi e propositi. Dedicatosi a una fortunata serie di incisioni che lo resero celebre in tutta Europa, decise, ormai da artista affermato, di recarsi una seconda volta a Venezia dal 1505 al 1507. In questo nuovo viaggio egli aveva ormai maturato la propria padronanza artistica, e riuscì a impostare un dialogo alla pari con la cultura figurativa del Rinascimento italiano, ora più splendida che mai. In questo secondo viaggio incontrò probabilmente Luca Pacioli, che lo avrebbe introdotto ai segreti della prospettiva, e ottenne importanti commissioni artistiche, tra cui spicca la Festa del Rosario per la chiesa veneziana di San Bartolomeo, dove si riunivano i mercanti del Fondaco dei Tedeschi.
All'indomani del rientro in Germania si dedicò, sull'esempio di artisti come Leonardo da Vinci, alla stesura di un trattato, mai completato, sulle proporzioni del corpo umano, la cui "summa" figurativa si ebbe nella doppia tavola di Adamo ed Eva (1507), i primi nudi a grandezza naturale dell'arte tedesca.

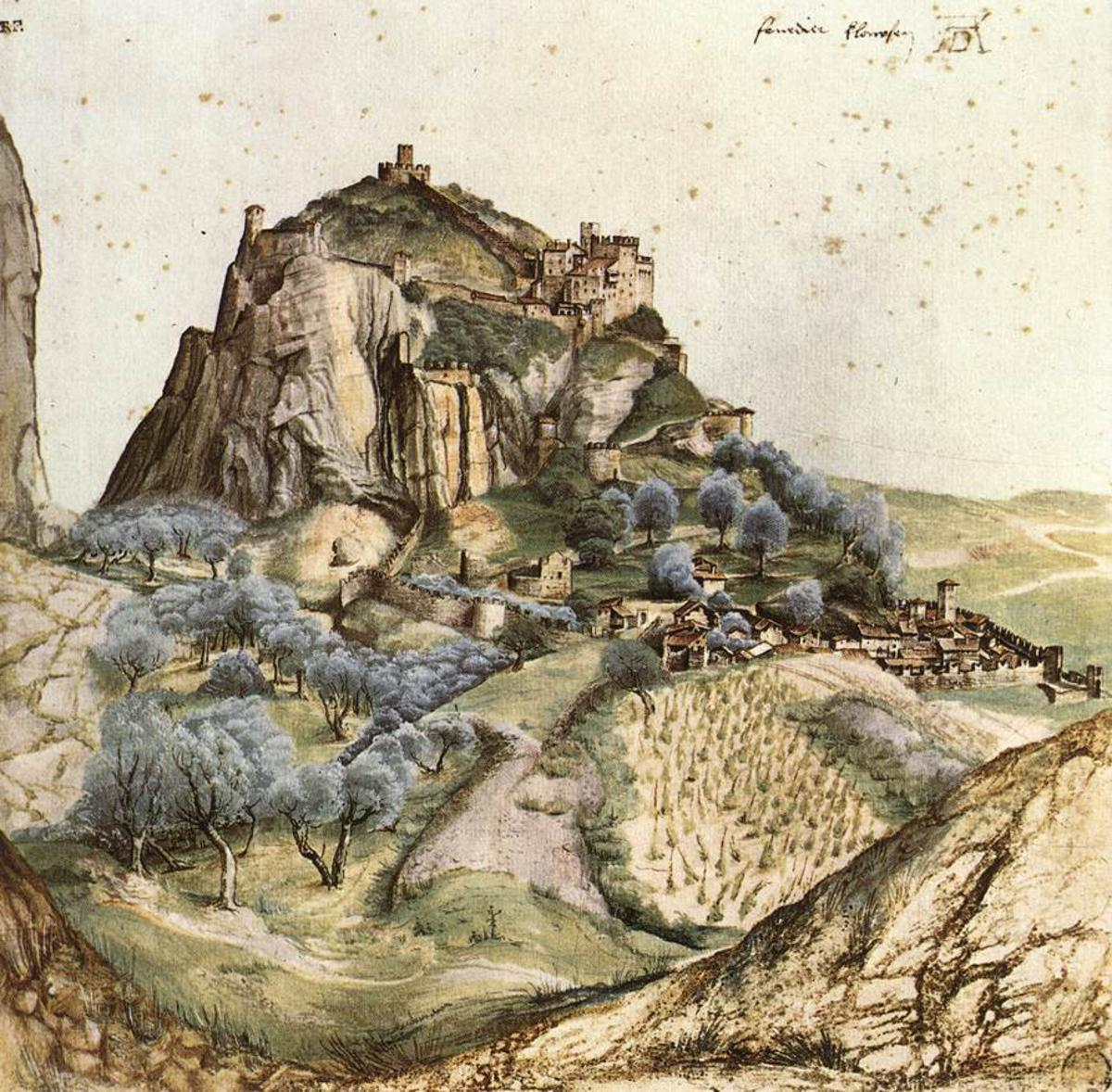
Dürer, Veduta di Arco (1495), Parigi, Louvre
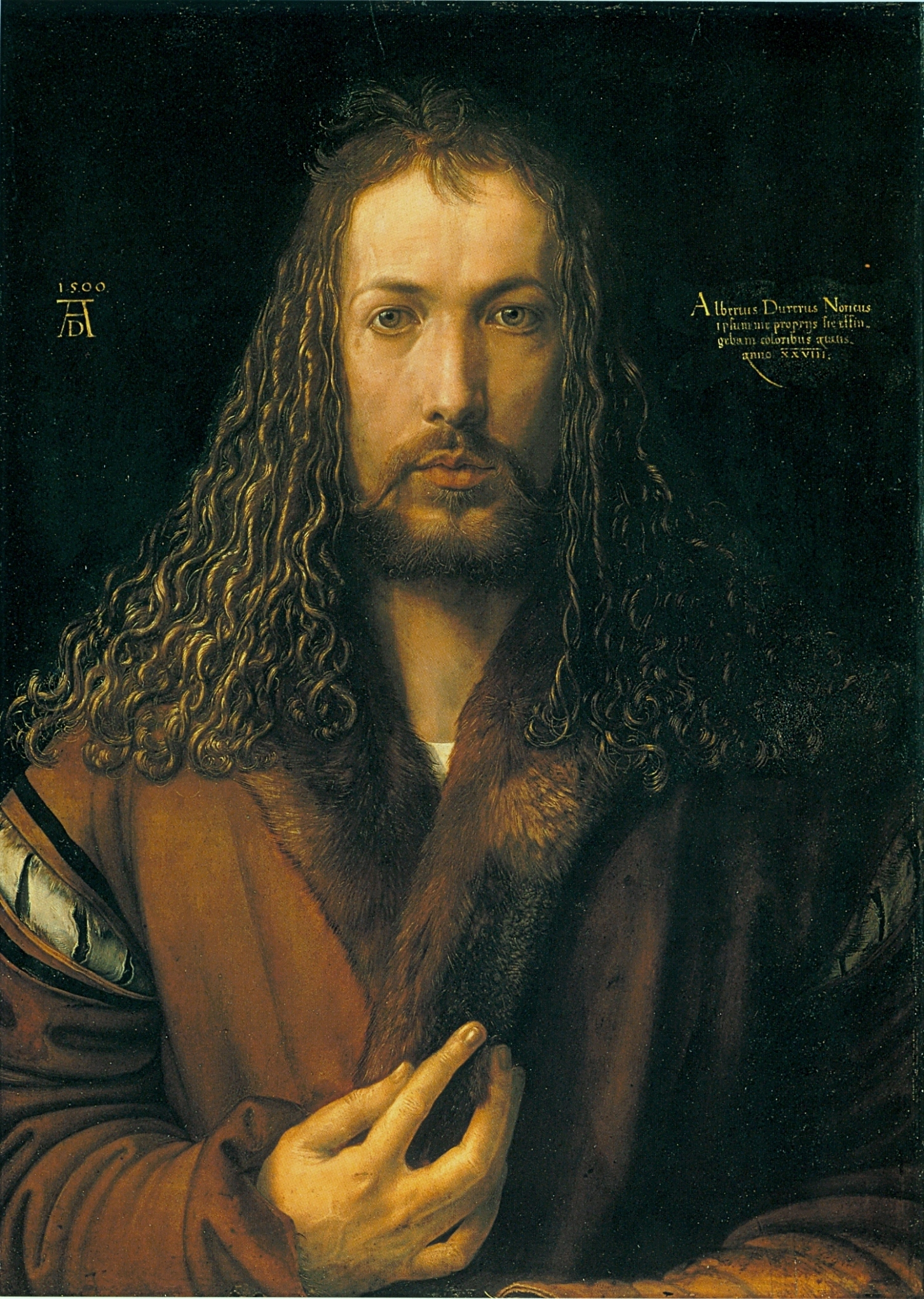
Dürer, Autoritratto con pelliccia (1500), Monaco di Baviera, Alte Pinakothek
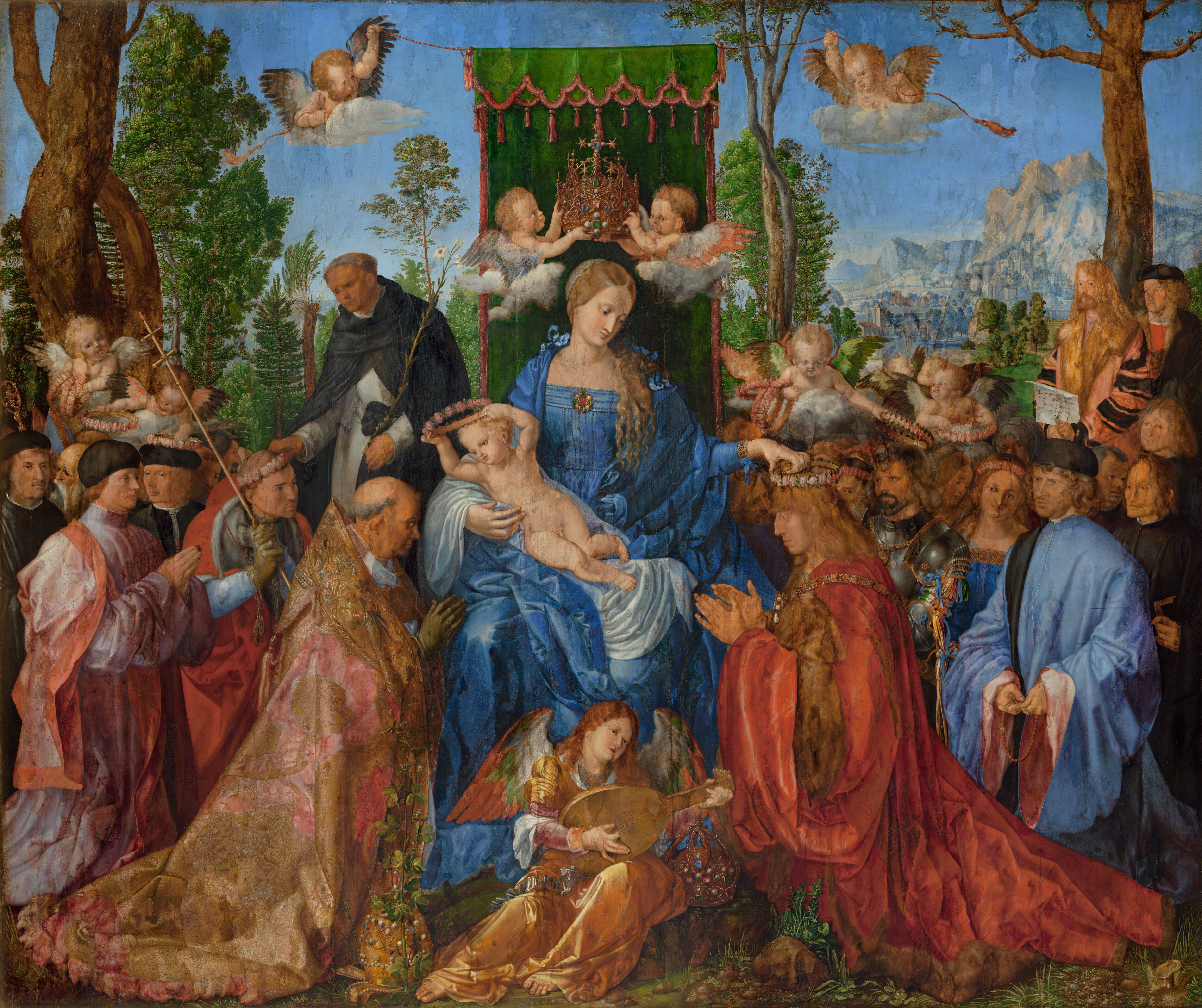
Dürer, Festa del Rosario (1506), Praga, Národní Galerie

### La scuola danubiana

Albrecht Altdorfer, San Giorgio nella foresta (1510), Monaco, Alte Pinakothek

I primi trent'anni del Cinquecento rappresentarono un apice dell'arte tedesca, con una generazione di grandi artisti in continuo dialogo tra loro, spesso in viaggio per conoscere altre realtà e scambiare esperienze.
La percezione di un mondo vasto e vario, allargato nei confini, si innestò su un'attenzione ai fenomeni naturali e alla loro viva rappresentazione, una tematica già molto sentita a nord delle Alpi. Fondamentale fu il fiorente sviluppo della cartografia, che registrava le scoperte geografiche nel Nuovo Mondo e nell'Oriente, grazie all'apertura di nuove rotte commerciali. Da queste premesse, con il fondamentale contributo di Dürer e della sua rinnovata sensibilità paesistica nell'acquerello, nonché della tradizione del paesaggio nella pittura fiamminga del XV secolo, si sviluppò la cosiddetta scuola danubiana, con una serie di maestri attivi tra Passavia, Ratisbona e Vienna, sostenuta da importanti mecenati tra cui lo stesso imperatore Massimiliano I.
I maestri di questa corrente, tra cui Albrecht Altdorfer, Wolf Huber, Lucas Cranach il Vecchio e Joachim Patinir (quest'ultimo attivo nei Paesi Bassi), sensibili ai nuovi confini del mondo che colpivano l'immaginario collettivo, si ispiravano soprattutto alla magia del paesaggio boscoso, aspro e selvaggio, che arriva a prendere porzioni sempre più rilevanti dei dipinti, evocando un'arcana atmosfera densa di suggestioni, in cui le figure umane, capovolgendo il rapporto tradizionale, appaiono piccole e succubi delle forze naturali, quasi un pretesto per la rappresentazione. Spesso ricche di dettagli miniaturistici, le opere di questi artisti si caratterizzarono anche per l'uso di costumi stravaganti e per l'originalità delle composizioni, talvolta anche venate da accenti umoristici.

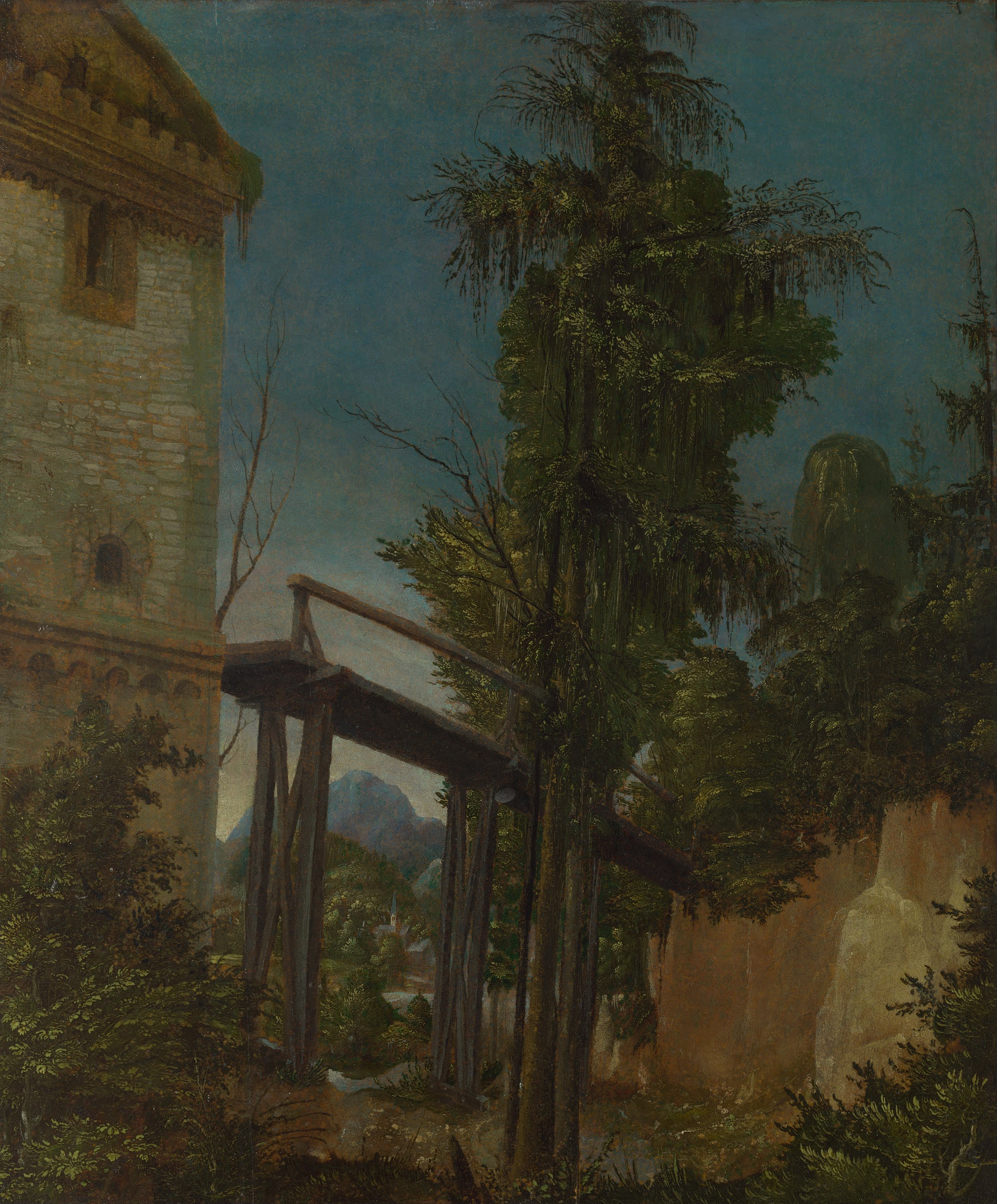
Altdorfer, Paesaggio con un ponte (1518-1520), National Gallery di Londra
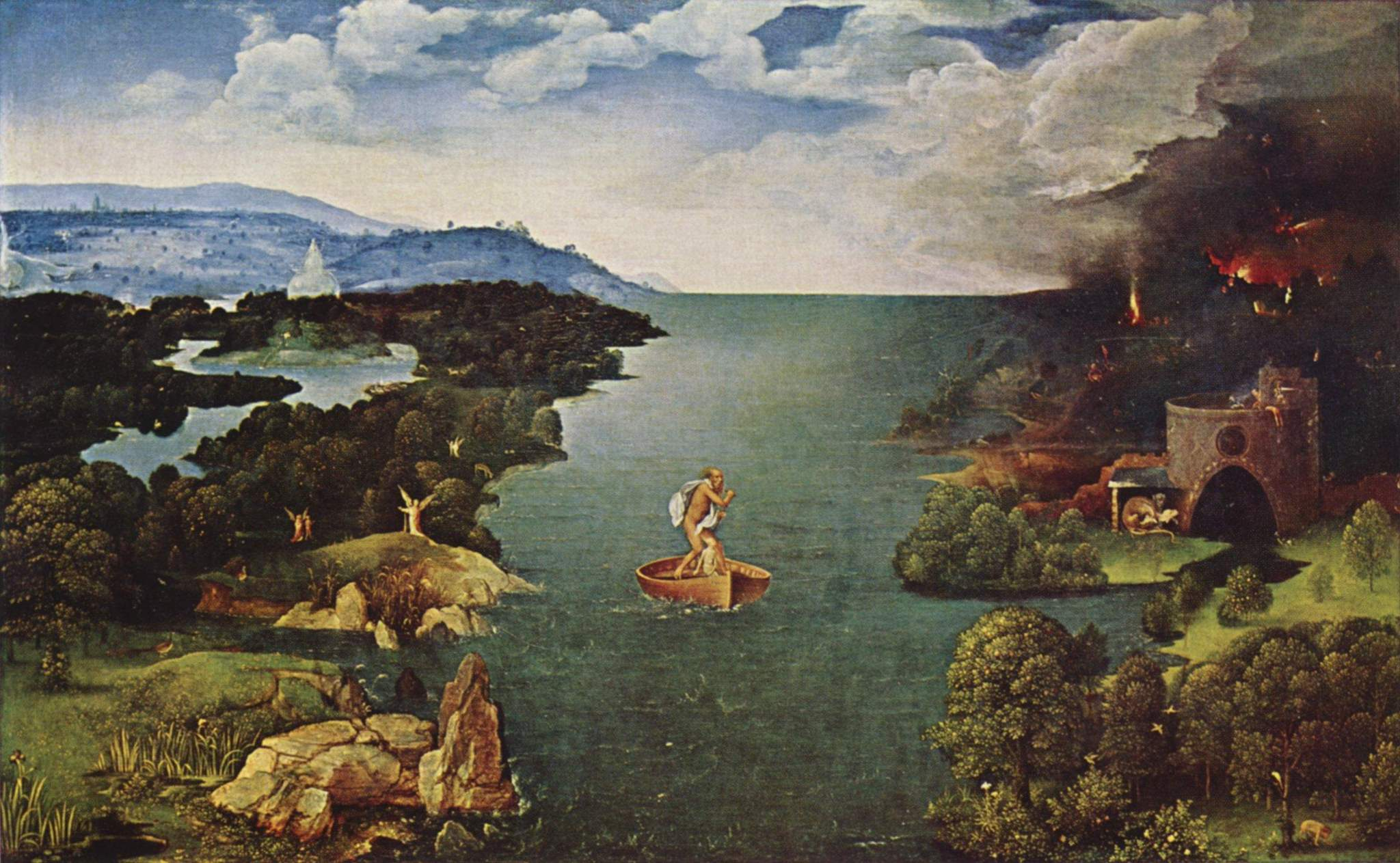
Joachim Patinir, Passaggio agli Inferi (1515-1524), Madrid, Museo del Prado
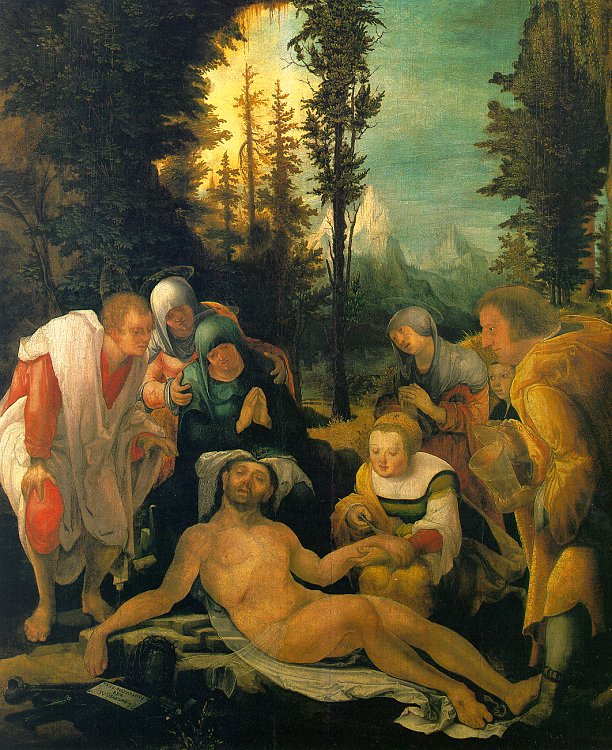
Wolf Huber, Compianto sul Cristo morto (1524), Parigi, Louvre

### Il bacino del Reno

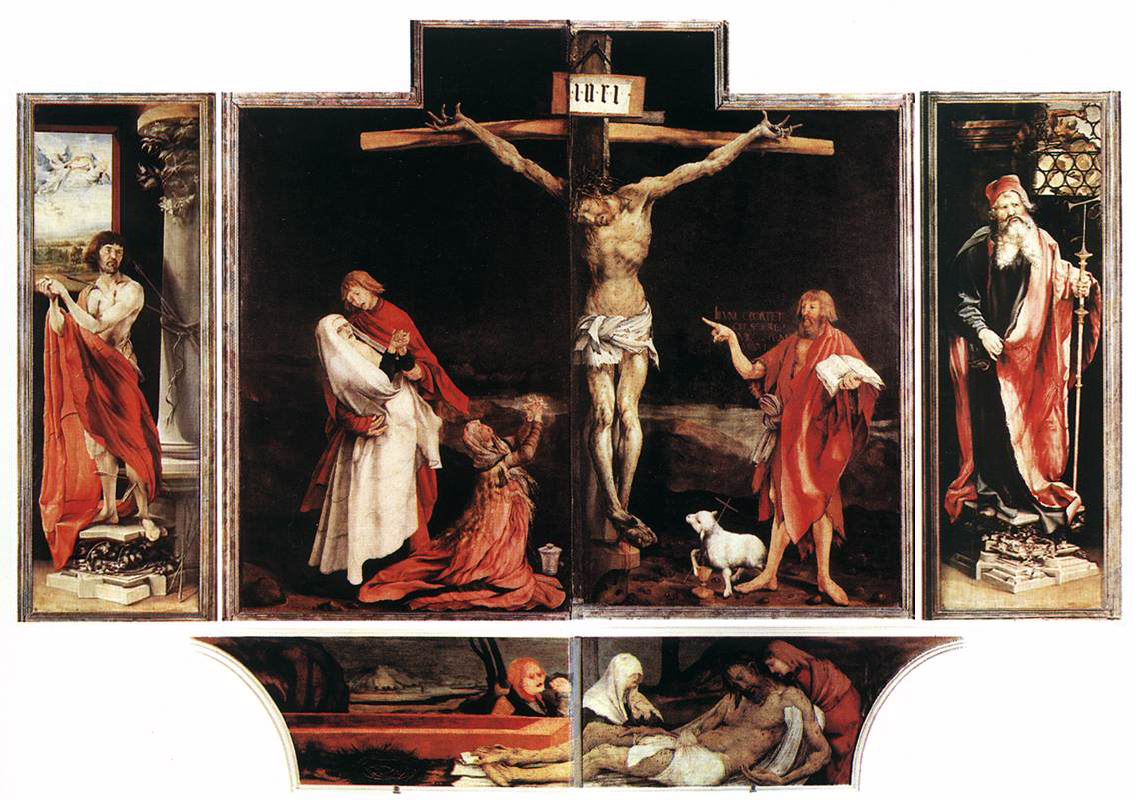
Mathias Grünewald, Altare di Isenheim (1515 circa)

A partire dagli anni dieci del Cinquecento l'area renana, dalla Franconia alla Renania, dall'Alsazia alla Foresta Nera fino a Basilea, vede una notevole fioritura artistica, con la contemporanea attività di artisti come Dürer, Altdorfer, Hans Baldung Grien e Mathias Grünewald, nonché gli esordi artistici di Hans Holbein il Giovane.
La committenza richiedeva ora soprattutto altari interamente dipinti, al posto dei tradizionali complessi intagliati. Tra le opere più significative ci fu l'Altare di Isenheim di Grünewald, in cui il pittore riversò un'espressività drammatica e tumultuosa, capace di eclissare la cassa scolpita di Nicolas Hagenauer.
Mentre i traffici commerciali lungo il fiume, e città come Colonia, entravano in crisi soppiantati dalle nuove potenze commerciali oceaniche, la Renania viene lacerata dalla Riforma. Emblematico è il caso del potente arcivescovo di Magonza Alberto di Brandeburgo, che lasciò gli artisti senza committenza indirizzando le proprie risorse in altre attività.

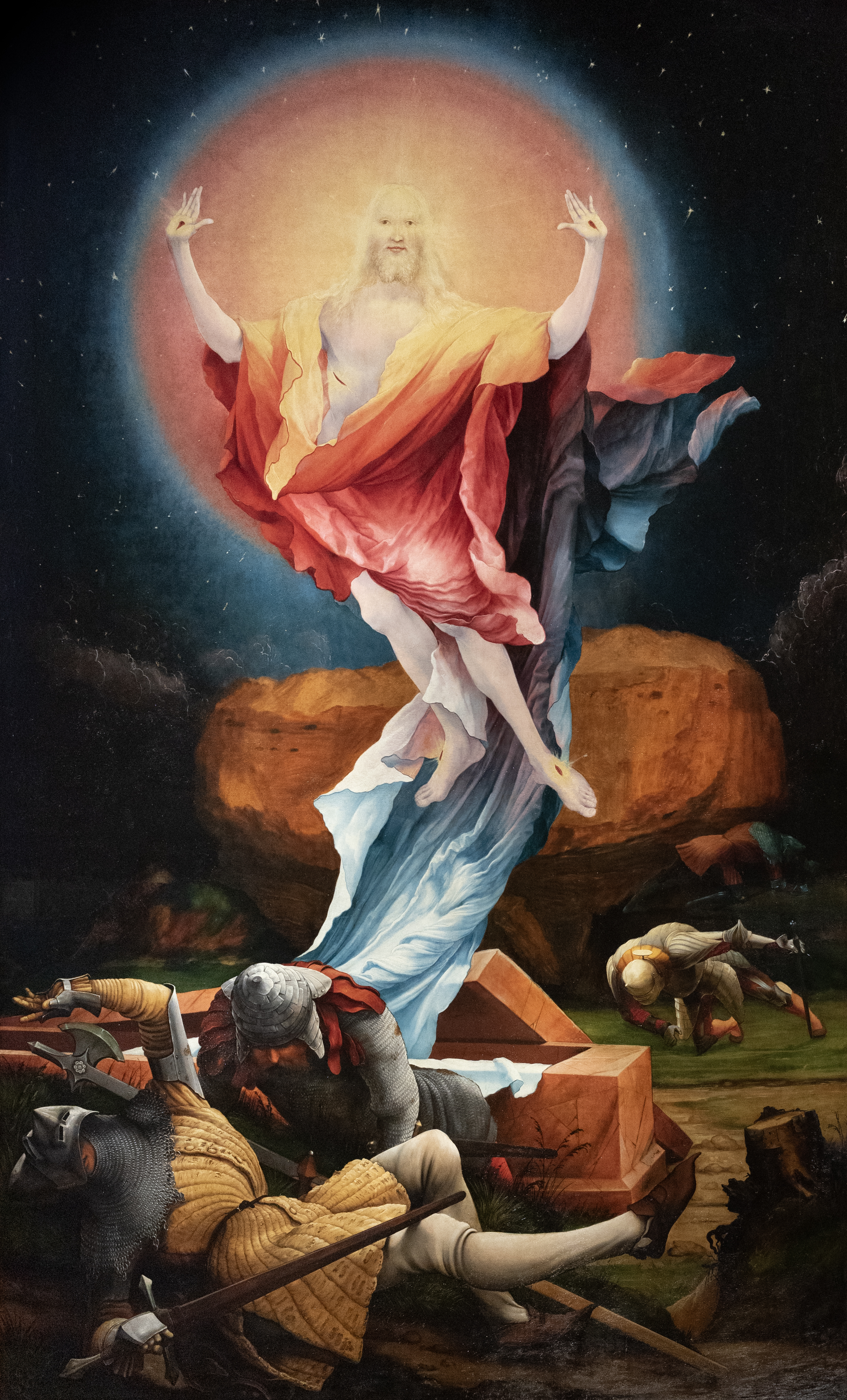
Grünewald, Resurrezione dall'Altare di Isenheim (1516), Colmar, Musée d'Unterlinden
Holbein il Giovane, Cristo morto (1521), Basilea, Kunstmuseum
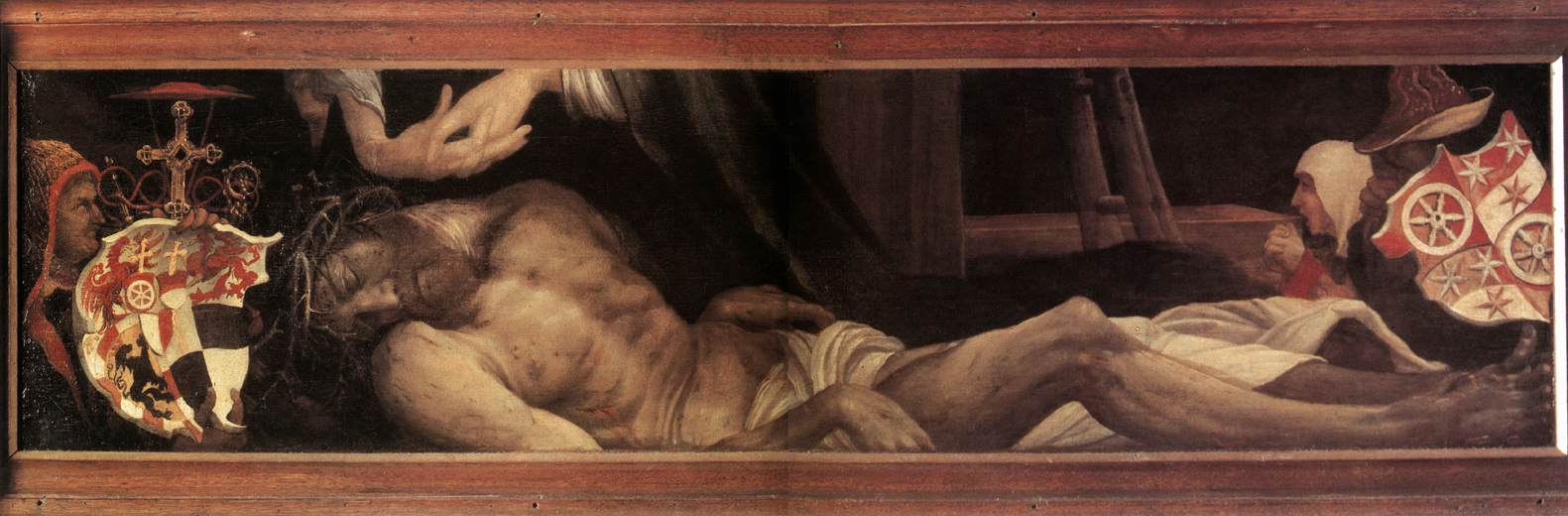
Grünewald, Cristo morto (1523-1525), collegiata di Aschaffenburg

### Il predominio di Augusta

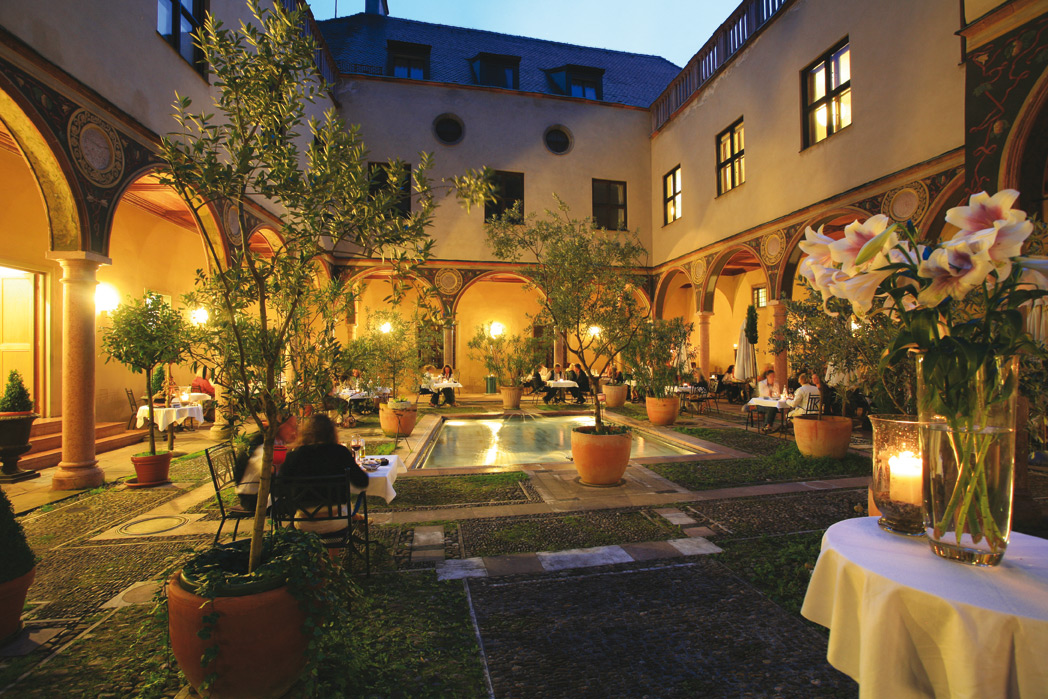
Cortile delle Dame nella Fuggerei di Augusta, prima opera architettonica profana tedesca in stile rinascimentale

Grazie alle smisurate fortune finanziarie della dinastia dei Fugger, nel corso del XVI secolo Augusta si apprestò gradualmente a scalzare Norimberga dal podio di fulcro culturale della Germania. Jacob Fugger il "Ricco" fece realizzare, dal 1514, la Fuggerei, un quartiere residenziale destinato agli indigenti, mentre la cappella familiare, nella chiesa di Sant'Anna registrò per la prima volta l'introduzione di elementi di gusto classico e italianeggiante. I maggiori pittori attivi in città, capaci di sintetizzare gli stimoli cosmopoliti della nuova realtà, furono soprattutto Hans Holbein il Vecchio e Hans Burgkmair.
Nel 1518, un anno dopo l'affissione delle 95 tesi, Jacob Fugger favorì l'apertura della Dieta di Augusta per tentare la via della conciliazione tra Lutero, l'imperatore Massimiliano I e il canonico domenicano Tetzel: Dürer assistette alle riunioni, ritraendo alcuni dei partecipanti. L'iniziativa fu un fallimento dal punto di vista religioso, tuttavia essa aprì la strada a riunioni politiche di primo livello che si tennero in città. Nel 1530 Melantone vi consegnò la dichiarazione dottrinale della "Confessio Augustana", mentre nel 1555 Carlo V, più volte ospite in città, vi firmò la definitiva pace tra cattolici e protestanti.
La produzione artistica si basava soprattutto sull'eccellenza negli oggetti di precisione, sull'oreficeria e sui tipici altaroli in ebano e argento. Alla fine del secolo la scena è dominata dall'adesione al manierismo internazionale, con le fontane di Adriaen de Vries e le prime architetture di Elias Holl e Joseph Heintz. Negli anni quaranta del Cinquecento vi soggiornò anche Tiziano, al seguito dell'imperatore Carlo.

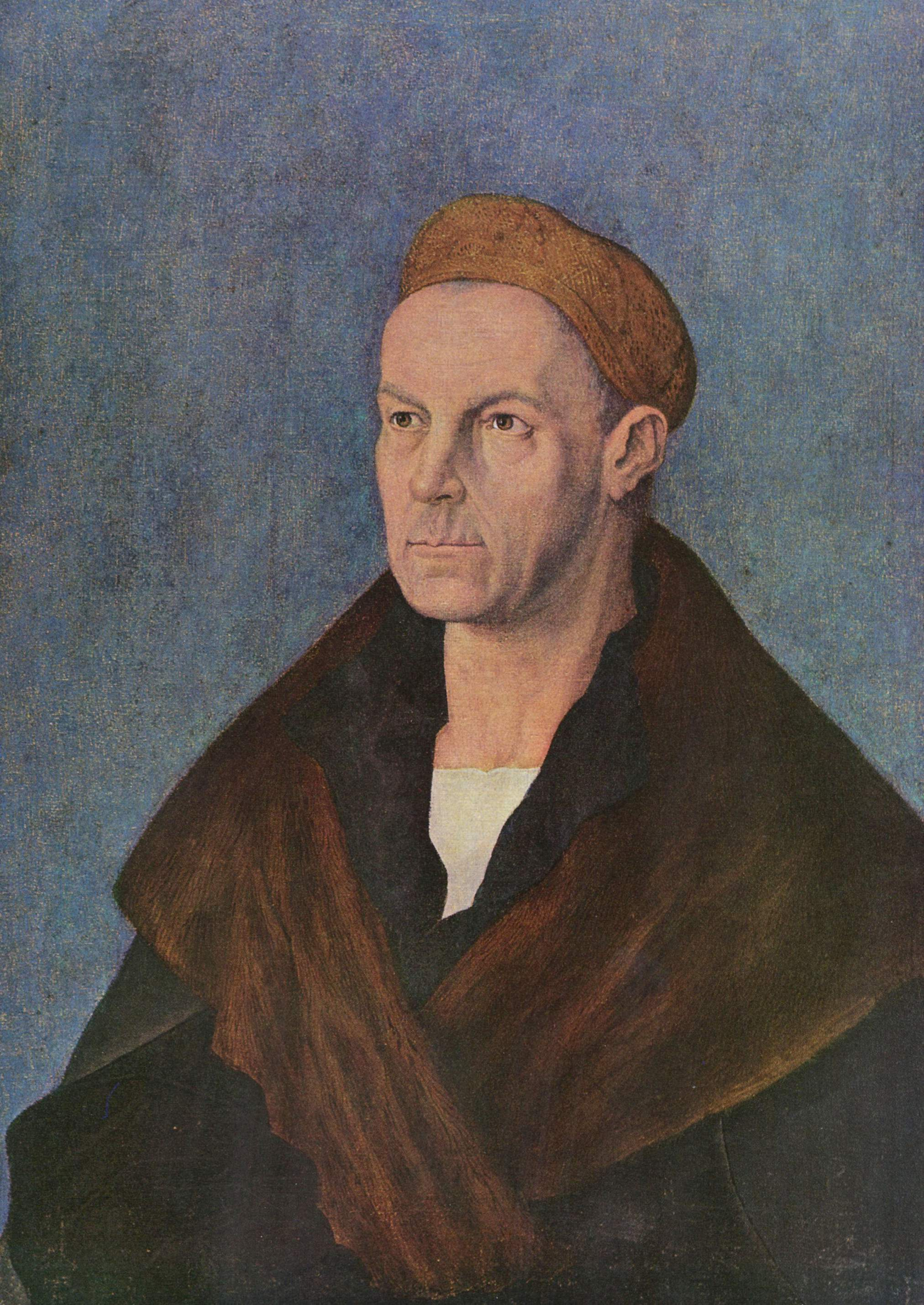
Dürer, Ritratto di Jakob Fugger il Ricco (1520 circa), Augusta, Staatsgalerie
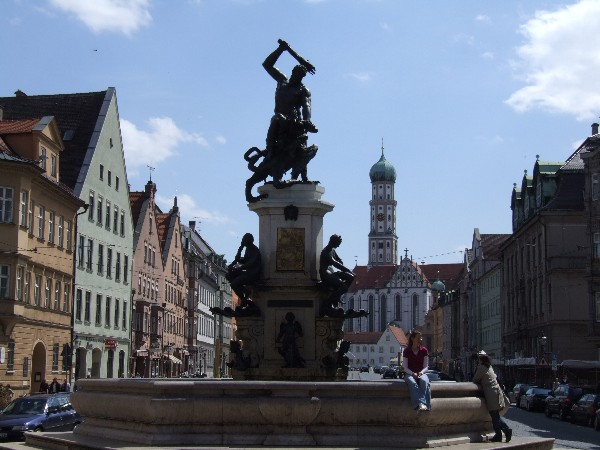
Adriaen de Vries, Fontana di Ercole ad Augusta (1597-1600)
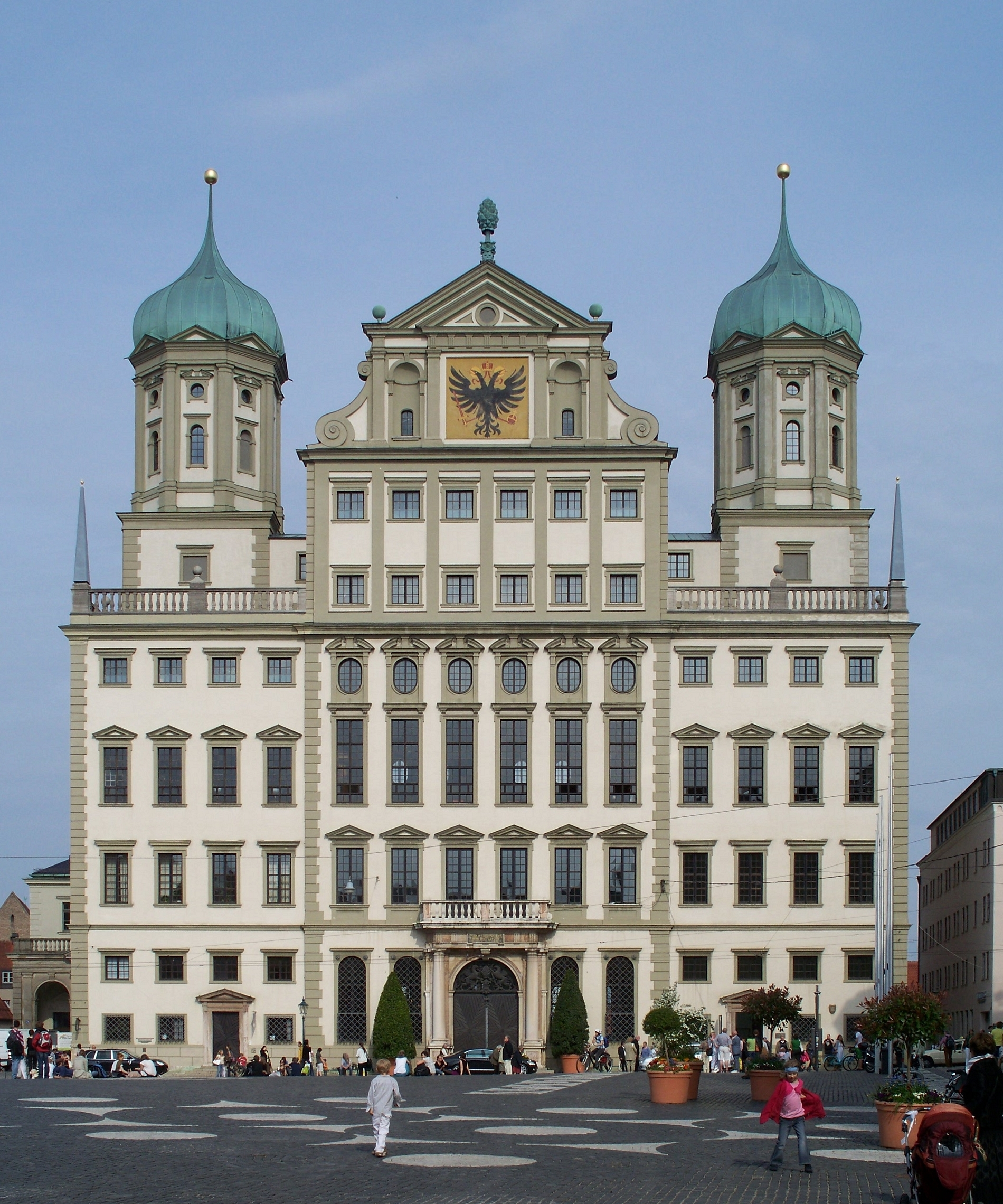
Elias Holl, Municipio di Augusta
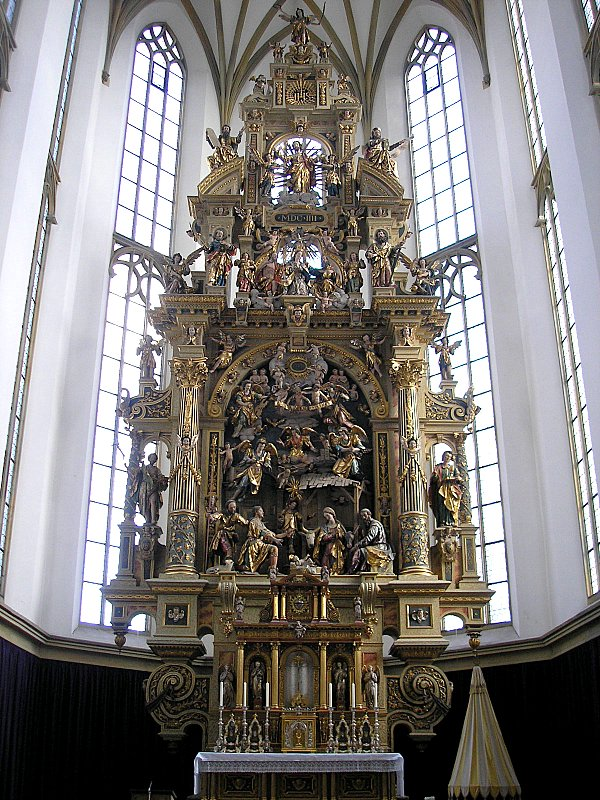
i maestosi altari di Johannes Degler nella Basilica dei Santi Ulrico e Afra di Augusta, 1604-07

### Ultimi anni di Dürer

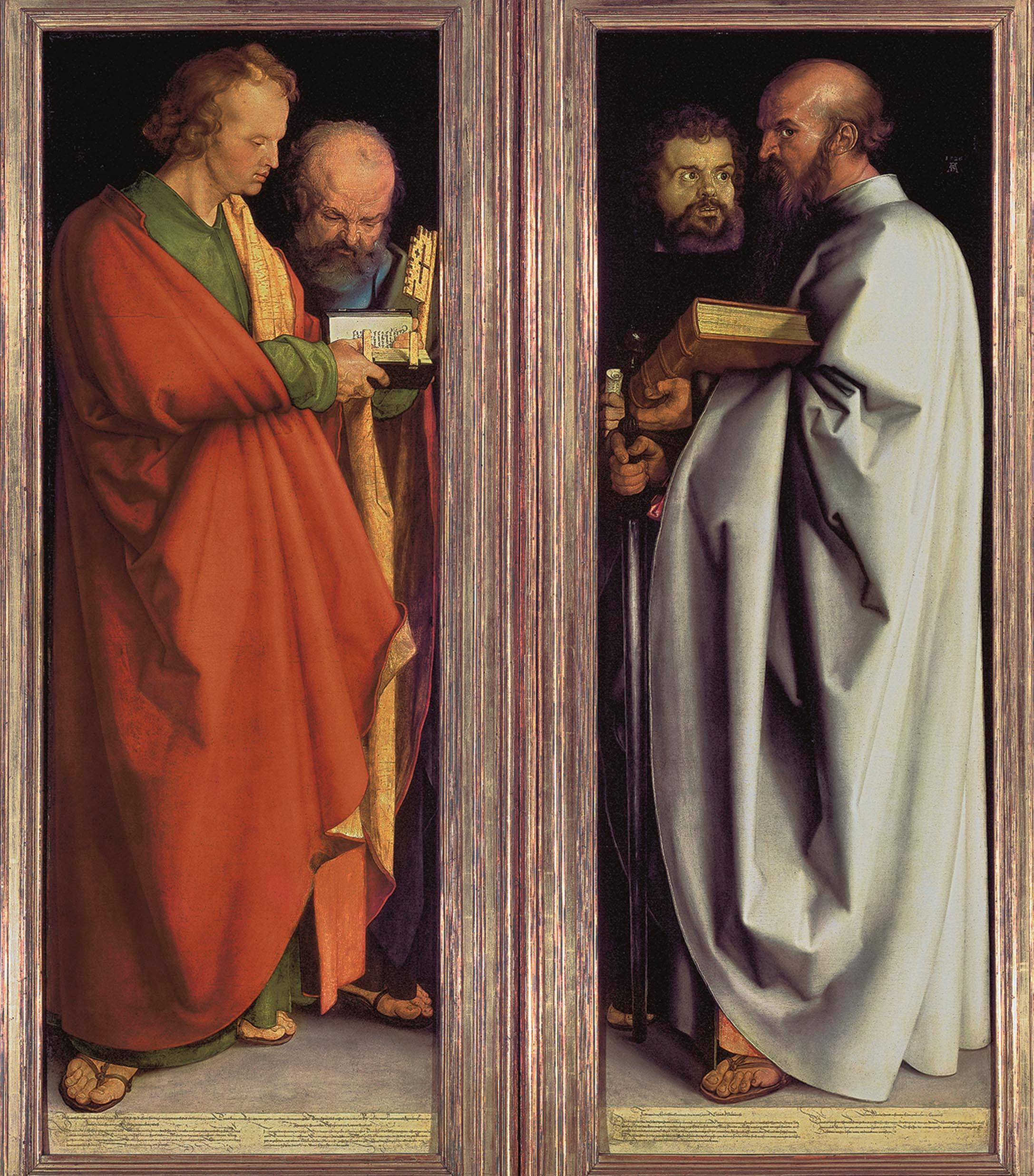
Dürer, Quattro Apostoli (1526), Monaco di Baviera, Alte Pinakothek

Tornato dall'Italia, a quasi quarant'anni Dürer si stabilì nuovamente a Norimberga, dipingendo per il Municipio e per alcune chiese, opere come la pala dell'Adorazione della Santissima Trinità (1511), di sfolgorante ricchezza. Anche l'attività incisoria andava avanti, con la serie dei Meisterstiche, i capolavori: tre fogli realizzati tra il 1513 e il 1514 e venduti separatamente, anche se spesso considerati come un trittico, con Il cavaliere, la morte e il diavolo, San Girolamo nella cella e Melencolia I. Per l'imperatore Massimiliano I realizzò la straordinaria serie dell'Arco trionfale, composto da ben 192 xilografie da ricomporre in un'unica grande immagine, e il corteo dei diciotto Carri trionfali, opere ambiziose che vennero inviate in tutto il regno. In segno di ringraziamento ricevette dall'imperatore un vitalizio, che però venne sospeso con la morte di Massimiliano nel 1519. L'artista allora intraprese un viaggio nei Paesi Bassi per incontrare il nuovo imperatore Carlo V e vedersi confermato il privilegio.
Partito il 12 luglio 1520 stette via da casa quasi un anno esatto, conoscendo molte personalità dell'epoca, da Erasmo da Rotterdam a re Cristiano di Danimarca, dai diplomatici e i mercanti ad artisti come Quentin Metsys, Joachim Patinier, Luca da Leida, Mabuse. Riuscito nel suo scopo, alla fine del viaggio però l'artista annotò un bilancio tutto sommato in perdita, tornando a Norimberga probabilmente già contagiato dalla malattia che lo portò alla morte pochi anni dopo.

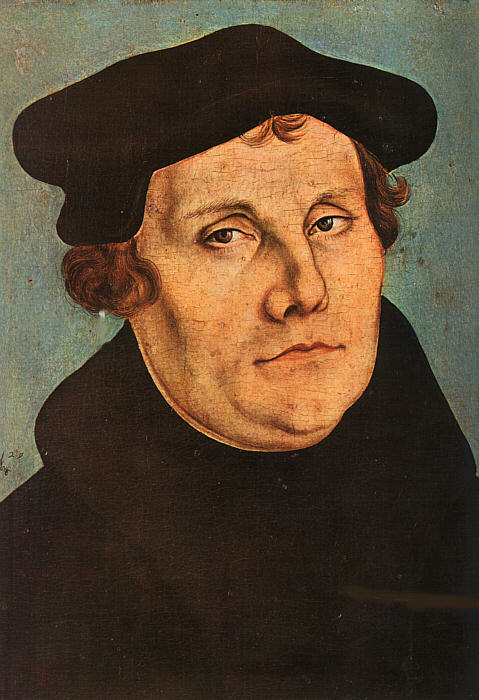
Lucas Cranach il Vecchio, Ritratto di Martin Lutero (1530 circa), Milano, Museo Poldi Pezzoli

Gli ultimi anni dell'artista furono dominati da una tormentata riflessione religiosa. L'avvicinamento alla dottrina protestante si rifletté anche nella sua arte, abbandonando quasi completamente i temi profani e i ritratti, preferendo sempre più i soggetti evangelici, mentre il suo stile si faceva più severo ed energetico. Il progetto per una sacra conversazione, di cui restano numerosi, stupendi studi, venne probabilmente accantonato proprio per le mutate condizioni politiche e il clima ormai ostile verso le immagini sacre, accusate di alimentare l'idolatria. Per difendersi forse da questa accusa, nel 1526, in piena epoca luterana, dipinse le due tavole con i monumentali Quattro apostoli, veri campioni di virtù cristiana, che donò al municipio della propria città.

### Riforma e iconoclastia

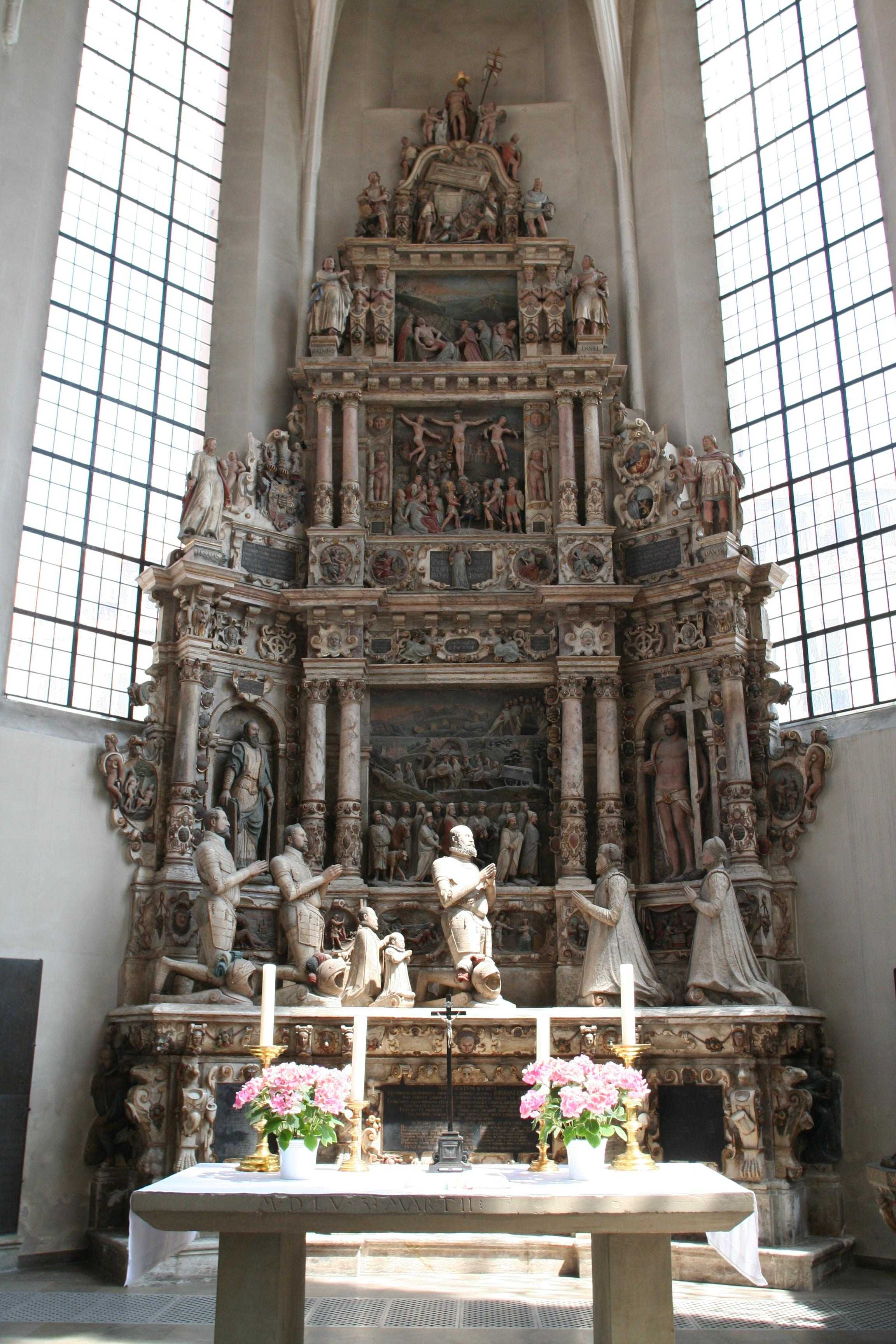
Monumento dei Duchi, Chiesa di San Maurizio a Coburgo, Nikolaus Bergner, 1595-98

Risalgono ai primi anni del Cinquecento, in Europa centrosettentrionale, i sintomi di insoddisfazione verso le forme tradizionali di devozione religiosa, che sembrano sempre più spesso imposte dalla lontana Curia papale, avida di denari e di privilegi. Il migliore interprete di queste inquietudini, indirizzate a un rapporto più diretto ed empatico con la divinità, si leggono probabilmente nell'opera, espressiva a tormentata, di Mathias Grünewald.
A partire da questa situazione scoppiò la Riforma, avviata materialmente da Martin Lutero nel 1518, con l'affissione a Wittenberg delle 95 tesi. La risposta papale fu inizialmente indifferente e incapace di prevedere la portata degli eventi, culminando con la scomunica di Lutero, il 2 luglio 1520 da parte di Leone X. Il rogo pubblico della bolla di condanna, da parte di Lutero, segnò ufficialmente l'inizio dello scisma (10 dicembre 1520). Focolai di rivolta iniziarono a scoppiare un po' ovunque, culminanti con una grave guerra dei contadini, finita in un bagno di sangue.
Gli artisti che dimostrarono simpatie verso i rivoltosi vennero ostracizzati o perseguitati: Grünewald venne licenziato dall'arcivescovo di Magonza e Tilman Riemenschneider fu addirittura torturato e incarcerato.
In un primo momento Lutero e la sua cerchia sfruttarono le immagini per diffondere la propaganda religiosa. Dürer mostrò simpatie verso il predicatore, attratto dalle sue dottrine, senza però riuscire ad incontrarlo. Fu invece Lucas Cranach il Vecchio il principale artista legato, anche da amicizia personale, a Lutero. A lui spettarono i numerosi ritratti di Lutero, di sua moglie Katharina von Bora e di Melantone che diffusero in tutto l'impero le effigi dei protagonisti della Riforma.
Lutero respingeva il culto della Madonna e dei santi, incitando a "strapparne le immagini dai cuori" inteso come rinuncia alle classiche immagini devozionali, ma non "dagli altari". Nonostante ciò le sue direttive vennero presto confuse arrivando a una vera e propria iconoclastia, che vide la distruzione delle immagini religiose per decenni. Di fatto l'arte tedesca subì un brusco arresto specie dopo il 1528, quando morirono sia Dürer che Grünewald, mentre Holbein il Giovane partì per l'Inghilterra. Di fatto dopo il 1530, nei territori protestanti, non si dipingevano più pale d'altare né si scolpivano altari lignei. Solo Cranach, con la sua vicinanza ai protagonisti della Riforma, continuò a produrre immagini, volutamente scarne e concise.

### La Baviera

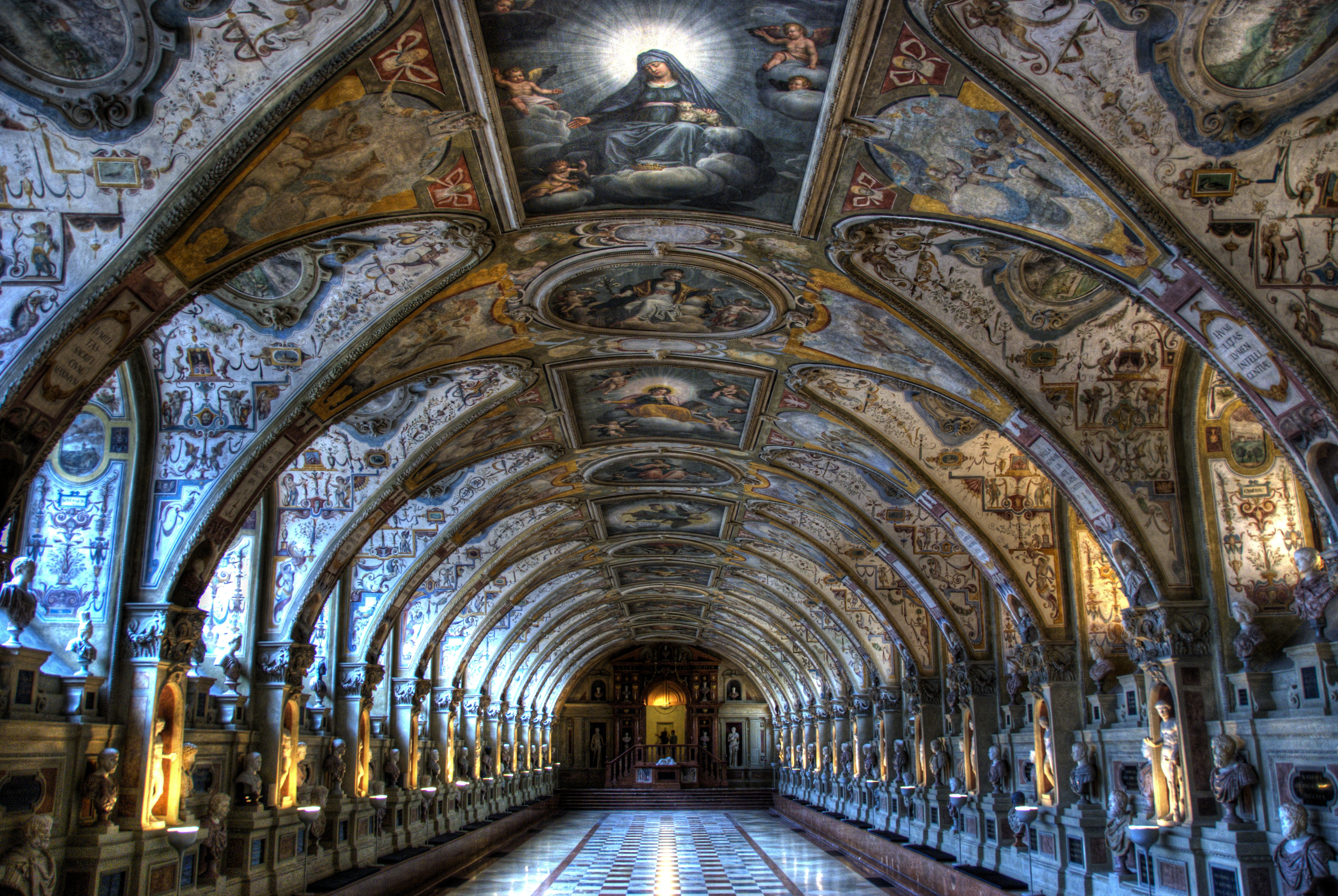
L'Antiquarium nella Residenza di Monaco di Baviera

Baluardo cattolico dotato di ampia autonomia politica e culturale, la Baviera nel XVI secolo inizialmente non si distinse per dinamismo artistico, con la sua capitale, Monaco, superata anche da piccoli centri come le città fortificate di Nördlingen e Rothenburg (dove lavorò lo scultore Tilman Riemenschneider).
La corte monacese entrò in una stagione particolarmente attiva dalla metà del secolo in poi, aprendosi, tra le prime zone in Europa, alle sofisticatezze del manierismo, grazie alla promozione alle arti di Alberto V di Baviera, committente e collezionista di dipinti, sculture, antichità, oreficerie e curiosità esotiche, che teneva raccolte nella sua celebre Wunderkammer. Nel 1569 fece creare nella sua Residenz un Antiquarium, sala di precisa ispirazione italiana e manierista, decorata dall'olandese Friedrich Sustris, seguito da un bizzarro cortile con grotta. A riprova della fede cattolica Alberto fece collocare sul suo palazzo una statua bronzea della Madonna "patrona della Baviera" e fece costruire la chiesa di San Michele con annesso oratorio di una congregazione mariana.